# Francisco Franco
Francisco Franco Bahamonde (Ferrol, 4 de dezembro de 1892 – Madrid, 20 de novembro de 1975) foi um general militar espanhol que liderou as forças nacionalistas na derrubada da Segunda República Espanhola durante a Guerra Civil Espanhola e posteriormente governou a Espanha de 1939 a 1975 como ditador, assumindo o título de Caudillo. Este período da história espanhola, desde a vitória nacionalista até a morte de Franco, é comumente conhecido como Espanha Franquista ou como ditadura franquista.
Nascido em Ferrol, no norte da Galiza, numa família militar de classe alta, Franco serviu no Exército Espanhol como cadete na Academia de Infantaria de Toledo de 1907 a 1910. Enquanto servia no Marrocos, ele subiu na hierarquia até se tornar general de brigada em 1926, aos 33 anos. Dois anos depois, Franco tornou-se diretor da Academia Militar Geral de Saragoça. Como conservador e monarquista, Franco lamentou a abolição da monarquia e o estabelecimento da Segunda República em 1931, e ficou arrasado com o fechamento de sua academia; no entanto, ele continuou a servir no Exército Republicano. A sua carreira foi impulsionada após a vitória dos direitistas CEDA e PRR nas eleições de 1933, capacitando-o para liderar a repressão da revolta de 1934 nas Astúrias. Franco foi brevemente elevado a chefe do Estado-Maior do Exército antes que a eleição de 1936 levasse a Frente Popular de esquerda ao poder, relegando-o às Ilhas Canárias.
Inicialmente relutante, aderiu ao golpe militar de julho de 1936, que, após não conseguir tomar a Espanha, desencadeou a Guerra Civil Espanhola. Durante a guerra, comandou o exército colonial africano espanhol e mais tarde, após a morte de grande parte da liderança rebelde, tornou-se o único líder da sua facção, sendo nomeado generalíssimo e chefe de estado em 1936. Ele consolidou todos os partidos nacionalistas no FET y de las JONS (criando um estado de partido único) e desenvolveu um culto à personalidade em torno de seu governo ao fundar o Movimento Nacional. Três anos depois, os nacionalistas declararam vitória, o que estendeu a ditadura de Franco sobre a Espanha através de um período de repressão aos opositores políticos. O uso de trabalho forçado, campos de concentração e execuções em sua ditadura levou a entre 30 000 e 50 000 mortes. Combinado com os assassinatos durante a guerra, isto eleva o número de mortos do Terror Branco para entre 100 000 e 200 000. Durante a Segunda Guerra Mundial, manteve a neutralidade espanhola, mas apoiou o Eixo —em recompensa à Itália e à Alemanha pelo seu apoio durante a Guerra Civil— danificando a reputação internacional do país de várias maneiras. Durante o início da Guerra Fria, Franco tirou a Espanha da depressão econômica de meados do século XX através de políticas tecnocráticas e economicamente liberais, presidindo a um período de crescimento acelerado conhecido como o "milagre espanhol". Ao mesmo tempo, o seu regime transitou de um Estado totalitário para um Estado autoritário com pluralismo limitado. Tornou-se um líder do movimento anticomunista, conquistando o apoio do Ocidente, particularmente dos Estados Unidos. À medida que a ditadura relaxava as suas políticas de linha dura, Luis Carrero Blanco tornou-se a eminência parda de Franco, cujo papel se expandiu depois que Franco começou a lutar contra a doença de Parkinson na década de 1960. Em 1973, Franco renunciou ao cargo de primeiro-ministro — afastado do cargo de chefe de Estado desde 1967 — devido à sua idade avançada e doença. No entanto, ele permaneceu no poder como chefe de estado e como comandante-chefe. Franco morreu em 1975, aos 82 anos, e foi sepultado no Valle de los Caídos. Ele restaurou a monarquia em seus últimos anos, sendo sucedido por Juan Carlos, Rei da Espanha, que liderou a transição espanhola para a democracia.
O legado de Franco na história espanhola permanece controverso, pois a natureza da sua ditadura mudou ao longo do tempo. O seu reinado foi marcado pela repressão brutal, com dezenas de milhares de mortos, e pela prosperidade econômica, que melhorou muito a qualidade de vida em Espanha. O seu estilo ditatorial revelou-se adaptável o suficiente para permitir a reforma social e econômica, mas ainda centrado no governo altamente centralizado, no autoritarismo, no nacionalismo, no catolicismo nacional, na antimaçonaria e no anticomunismo.

## Biografia

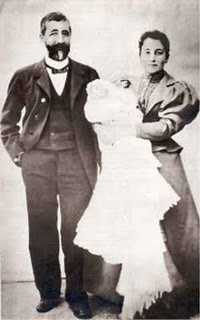
Seus pais com Francisco nos braços, no dia do seu batismo, em 17 de dezembro de 1892

Francisco Franco Bahamonde nasceu em 4 de dezembro de 1892 na rua Frutos Saavedra, em Ferrol, Galiza, em uma família de marinheiros. Foi batizado treze dias depois na igreja militar de São Francisco, com o nome de batismo Francisco Paulino Hermenegildo Teódulo. 
Depois de se mudar para a Galiza, a família Franco envolveu-se na Marinha espanhola e, ao longo de dois séculos, produziu oficiais da Marinha durante seis gerações ininterruptas (incluindo vários almirantes), até ao pai de Franco, Nicolás Franco Salgado-Araújo (1855–1942).
Sua mãe, María del Pilar Bahamonde y Pardo de Andrade (1865–1934), era de uma família de classe média alta. Seu pai, Ladislao Bahamonde Ortega, era comissário de equipamento naval do Porto de Ferrol. Os pais de Franco casaram-se em 1890 na Igreja de São Francisco em Ferrol. O jovem Franco passou grande parte de sua infância com seus dois irmãos, Nicolás e Ramón, e suas duas irmãs, María del Pilar e María de la Paz. Seu irmão Nicolás era oficial da marinha e diplomata que se casou com María Isabel Pascual del Pobil.  Ramón foi um aviador internacionalmente conhecido e maçom, originalmente com tendências políticas esquerdistas. Ele também foi o segundo irmão a morrer, morto em um acidente aéreo em uma missão militar em 1938.
O pai de Franco era um oficial da Marinha que alcançou o posto de vice-almirante (intendente geral). Quando Franco tinha quatorze anos, seu pai mudou-se para Madrid após uma transferência e acabou abandonando a família, casando-se com outra mulher. Embora Franco não tenha sofrido nenhum grande abuso por parte de seu pai, ele nunca superaria sua antipatia por seu pai e o ignorou em grande parte pelo resto de sua vida. Anos depois de se tornar ditador, sob o pseudônimo de Jaime de Andrade, Franco escreveu um breve romance chamado Raza, cujo protagonista, segundo Stanley Payne, representa o homem idealizado que Franco desejava que seu pai tivesse sido. Por outro lado, Franco identificou-se fortemente com a mãe (que sempre vestiu o preto da viúva ao perceber que o marido a havia abandonado) e aprendeu com ela a moderação, a austeridade, o autocontrole, a solidariedade familiar e o respeito pelo catolicismo, embora também herdasse a dureza do pai., frieza e implacabilidade.

## Carreira militar

### Guerra do Rife e avanço na hierarquia
Francisco seguiu o pai na Marinha, mas como resultado da Guerra Hispano-Americana o país perdeu grande parte da sua marinha, bem como a maior parte das suas colónias. Não necessitando de mais oficiais, a Academia Naval não admitiu novos ingressantes de 1906 a 1913. Para desgosto do pai, Francisco decidiu tentar o Exército Espanhol. Em 1907, ingressou na Academia de Infantaria de Toledo. Aos quatorze anos, Franco era um dos membros mais jovens de sua turma, com a maioria dos meninos tendo entre dezesseis e dezoito anos. Ele era baixo e sofria bullying por seu tamanho pequeno. Suas notas eram médias; embora sua boa memória significasse que ele raramente tinha dificuldades acadêmicas, sua pequena estatura era um obstáculo nos testes físicos. Ele se formou em julho de 1910 como segundo-tenente, ficando em 251º lugar entre 312 cadetes de sua classe, embora isso possa ter menos a ver com suas notas do que com seu pequeno tamanho e pouca idade. Stanley Payne observa que na época em que a guerra civil começou, Franco já havia se tornado um major-general e logo seria um generalíssimo, enquanto nenhum de seus colegas cadetes de patente superior havia conseguido passar do posto de tenente-coronel. Franco foi promovido ao posto de primeiro-tenente em junho de 1912, aos anos Dois anos depois, obteve uma comissão para Marrocos. Os esforços espanhóis para ocupar o novo protetorado africano provocaram a Segunda campanha de Melillan em 1909 contra os marroquinos nativos, a primeira de várias rebeliões. Suas táticas resultaram em pesadas perdas entre os oficiais militares espanhóis, e também proporcionaram uma oportunidade de ganhar promoção através do mérito no campo de batalha. Foi dito que os oficiais receberiam la caja ou la faja (um caixão ou faixa de general). Franco rapidamente ganhou a reputação de oficial eficaz.

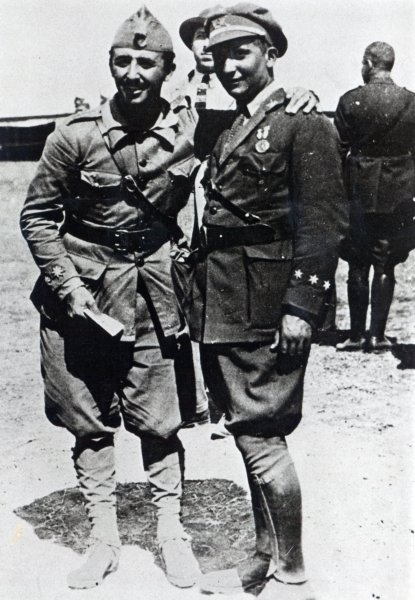
Francisco e seu irmão Ramón no Norte da África, 1925

Em 1913, Franco transferiu-se para os recém-formados regulares: tropas coloniais marroquinas com oficiais espanhóis, que atuavam como tropas de choque de elite. Em 1916, aos 23 anos com a patente de capitão, Franco foi baleado no abdómen por tiros de guerrilha durante um assalto a posições marroquinas em El Biutz, nas colinas perto de Ceuta; esta foi a única vez que ele foi ferido em dez anos de combates. O ferimento era grave e não se esperava que ele sobrevivesse. A sua recuperação foi vista pelas tropas marroquinas como um acontecimento espiritual — eles acreditavam que Franco era abençoado com baraka ou protegido por Deus. Foi recomendado para promoção a major e para receber a maior honraria da Espanha por bravura, a cobiçada Cruz Laureada de San Fernando. Ambas as propostas foram negadas, sendo a pouca idade de Franco, de 23 anos, o motivo da negação. Franco recorreu da decisão ao rei, que a reverteu. Franco também recebeu a Cruz de Maria Cristina, Primeira Classe.
Com isso foi promovido a major no final de fevereiro de 1917, aos 24 anos. Isso fez dele o major mais jovem do exército espanhol. De 1917 a 1920, serviu na Espanha. Em 1920, o tenente-coronel José Millán-Astray, um oficial histriônico mas carismático, fundou a Legião Estrangeira Espanhola, em linhas semelhantes à Legião Estrangeira Francesa. Franco tornou-se o segundo em comando da Legião e voltou para a África. Na Guerra do Rife, o mal comandado e sobrecarregado Exército Espanhol foi derrotado pela República do Rife sob a liderança dos irmãos Abd el-Krim, que esmagaram uma ofensiva espanhola em 24 de julho de 1921, em Annual. A Legião e unidades de apoio socorreram a cidade espanhola de Melilha após uma marcha forçada de três dias liderada por Franco. Em 1923, já tenente-coronel, foi nomeado comandante da Legião.
Em 22 de outubro de 1923, Franco casou-se com María del Carmen Polo y Martínez-Valdès (11 de junho de 1900 – 6 de fevereiro de 1988). Após a sua lua de mel, Franco foi convocado a Madrid para ser apresentado ao rei Alfonso XIII.  Esta e outras ocasiões de atenção real o marcariam durante a República como oficial monárquico.
Decepcionado com os planos do primeiro-ministro espanhol, tenente-general Miguel Primo de Rivera, de uma retirada estratégica do interior para a costa africana, o coronel Franco escreveu na edição de abril de 1924 da Revista de Tropas Coloniales (Revista das Tropas Coloniais) que desobedeceria ordens de retirada dadas por um superior. Como resultado, Franco teve uma reunião tensa com Primo de Rivera em julho.
O tenente-coronel Franco visitou um colega africanista, o general Gonzalo Queipo de Llano, em 21 de setembro de 1924 para propor que Queipo de Llano organizasse um golpe de estado contra Primo.  No final, Franco cumpriu as ordens do general Primo, participando na retirada dos soldados espanhóis de Xaouen no final de 1924, ganhando assim uma promoção a coronel.
Franco liderou a primeira leva de tropas em terra em Al Hoceima (espanhol: Alhucemas) em 1925. Este desembarque no coração da tribo de Abd el-Krim, combinado com a invasão francesa do sul, significou o início do fim para a efêmera República do Rife. Franco acabou sendo reconhecido por sua liderança e foi promovido a general de brigada em 3 de fevereiro de 1926, tornando-o o general mais jovem da Europa aos 33 anos, segundo Payne e Palacios.  Em 14 de setembro de 1926, Franco e Polo tiveram uma filha, María del Carmen. Franco teria um relacionamento próximo com sua filha e era um pai orgulhoso, embora suas atitudes tradicionalistas e responsabilidades crescentes significassem que ele deixava grande parte da criação dos filhos para sua esposa.  Em 1928, Franco foi nomeado diretor da recém-criada Academia Geral Militar de Saragoça, um novo colégio para todos os cadetes do exército espanhol, substituindo as antigas instituições separadas para jovens que procuravam tornar-se oficiais de infantaria, cavalaria, artilharia e outros ramos do exército. Franco foi destituído do cargo de Diretor da Academia Militar de Saragoça em 1931; quando a Guerra Civil começou, os coronéis, majores e capitães do Exército espanhol que frequentaram a academia quando ele era seu diretor demonstraram lealdade incondicional a ele como Caudillo.

### Durante a Segunda República Espanhola
As eleições municipais de 12 de abril de 1931 foram em grande parte vistas como um plebiscito sobre a monarquia. A aliança Republicano-Socialista não conseguiu conquistar a maioria dos municípios em Espanha, mas obteve uma vitória esmagadora em todas as grandes cidades e em quase todas as capitais de província. Os monarquistas e o exército desertaram Afonso XIII e consequentemente o rei decidiu abandonar o país e exilar-se, dando lugar à Segunda República Espanhola. Embora Franco acreditasse que a maioria do povo espanhol ainda apoiava a coroa, e embora lamentasse o fim da monarquia, não se opôs, nem desafiou a legitimidade da república. O encerramento da academia em junho pelo ministro provisório da Guerra , Manuel Azaña, no entanto, foi um grande revés para Franco e provocou o seu primeiro confronto com a República Espanhola. Azaña considerou o discurso de despedida de Franco aos cadetes um insulto. No seu discurso, Franco sublinhou a necessidade de disciplina e respeito da República. Azaña registrou uma reprimenda oficial no arquivo pessoal de Franco e durante seis meses Franco ficou sem cargo e sob vigilância.
Em dezembro de 1931, foi declarada uma nova constituição reformista, liberal e democrática. Incluía disposições fortes que impunham uma ampla secularização do país católico, que incluía a abolição das escolas e instituições de caridade católicas, às quais muitos católicos moderados e comprometidos se opunham. Neste ponto, uma vez que a assembleia constituinte tivesse cumprido o seu mandato de aprovar uma nova constituição, deveria ter organizado eleições parlamentares regulares e adiado, segundo o historiador Carlton J.H. Hayes. Temendo a crescente oposição popular, a maioria Radical e Socialista adiou as eleições regulares, prolongando assim a sua permanência no poder por mais dois anos. Desta forma, o governo republicano de Manuel Azaña iniciou inúmeras reformas que, na sua opinião, iriam “modernizar” o país.
Franco era assinante do jornal da Acción Española, uma organização monarquista, e acreditava firmemente em uma suposta conspiração judaico-maçônica-bolchevique, ou contubernio (conspiração). A conspiração sugeria que judeus, maçons, comunistas e outros esquerdistas procuravam a destruição da Europa cristã, sendo a Espanha o alvo principal.

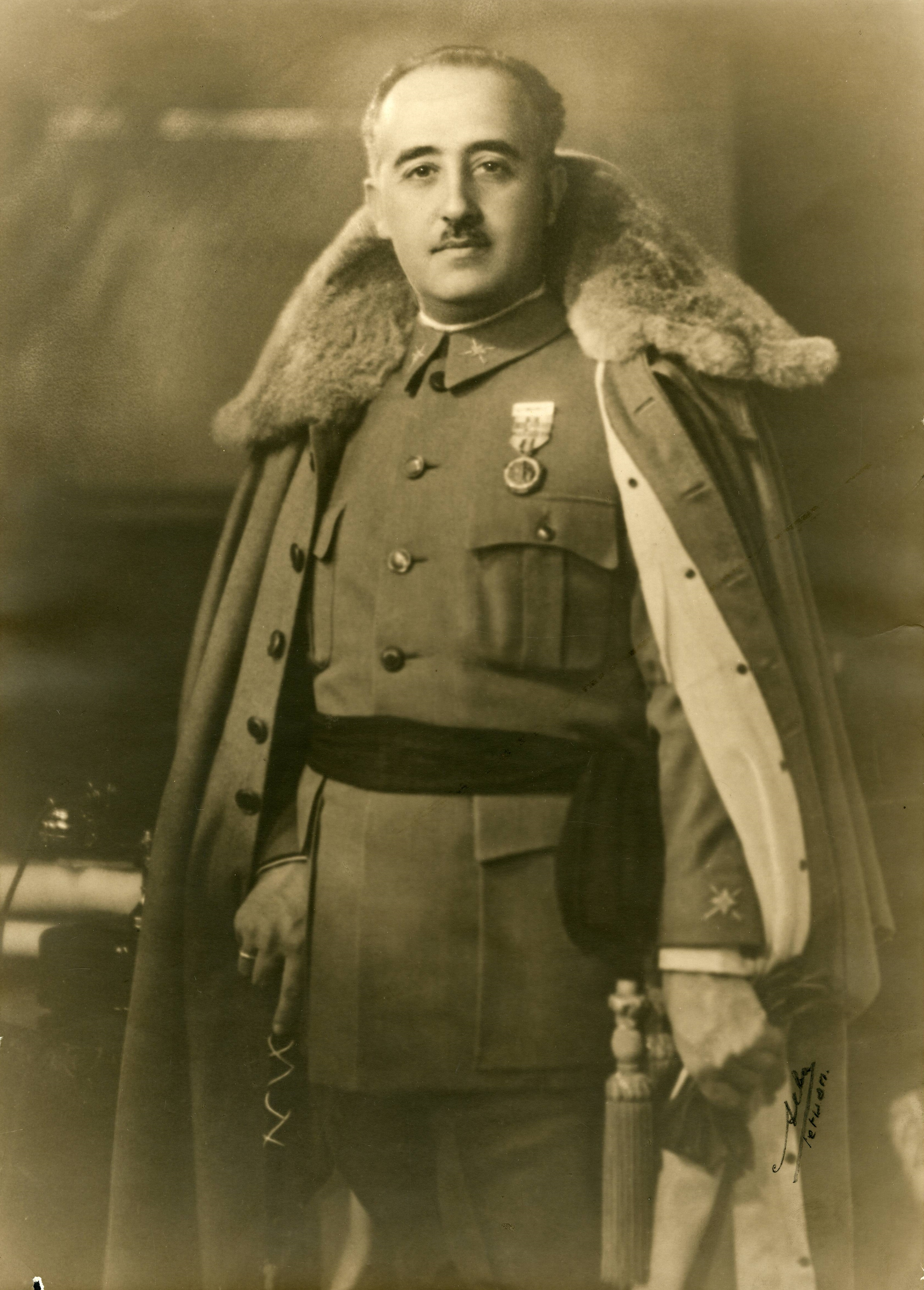
Franco em 1930

Em 5 de fevereiro de 1932, Franco recebeu o comando na Corunha. Franco evitou envolvimento na tentativa de golpe de José Sanjurjo naquele ano e até escreveu uma carta hostil a Sanjurjo expressando sua raiva pela tentativa. Como resultado da reforma militar de Azaña, em janeiro de 1933 Franco foi rebaixado do primeiro para o 24º lugar na lista dos brigadeiros. No mesmo ano, em 17 de fevereiro, foi-lhe atribuído o comando militar das Ilhas Baleares. O cargo estava acima de sua posição, mas Franco ainda estava insatisfeito por estar preso em uma posição que não gostava. O primeiro-ministro escreveu no seu diário que provavelmente seria mais prudente afastar Franco de Madrid.
Em 1932, os jesuítas, responsáveis por muitas escolas em todo o país, foram banidos e tiveram todos os seus bens confiscados. O exército foi ainda mais reduzido e os proprietários de terras foram expropriados. O governo interno foi concedido à Catalunha, com um parlamento local e um presidente próprio.  Em junho de 1933, o Papa Pio XI publicou a encíclica Dilectissima Nobis (Nosso Amado), "Sobre a Opressão da Igreja da Espanha", na qual criticava o anticlericalismo do governo republicano.
As eleições realizadas em outubro de 1933 resultaram numa maioria de centro-direita. O partido político mais votado foi a Confederação Espanhola de Derechas Autónomas ("CEDA"), mas o presidente Alcalá-Zamora recusou-se a convidar o líder da CEDA, Gil Robles, para formar governo. Em vez disso, ele convidou Alejandro Lerroux, do Partido Republicano Radical, para fazê-lo. Apesar de receber a maioria dos votos, o CEDA teve seus cargos de gabinete negados por quase um ano. Após um ano de intensa pressão, o CEDA, o maior partido do congresso, finalmente conseguiu forçar a aceitação de três ministérios. A entrada do CEDA no governo, apesar de ser normal numa democracia parlamentar, não foi bem aceite pela esquerda. Os socialistas desencadearam uma insurreição que vinham preparando há nove meses. Os partidos republicanos de esquerda não aderiram diretamente à insurreição, mas a sua liderança emitiu declarações de que estavam "quebrando todas as relações" com o governo republicano.  O Bloco Catalão Obrer i Camperol (BOC) defendeu a necessidade de formar uma ampla frente operária e assumiu a liderança na formação de uma nova e mais abrangente Alianza Obrera, que incluía a UGT catalã e o setor catalão do PSOE, com o objetivo de derrotar o fascismo e avançar a revolução socialista. A Alianza Obrera declarou uma greve geral "contra o fascismo" na Catalunha em 1934. Um estado catalão foi proclamado pelo líder nacionalista catalão Lluís Companys, mas durou apenas dez horas. Apesar de uma tentativa de paralisação geral em Madrid, outras greves não perduraram. Isto deixou os mineiros asturianos em greve lutando sozinhos.
Em várias cidades mineiras das Astúrias, os sindicatos locais reuniram armas ligeiras e estavam determinados a levar a greve até ao fim. Tudo começou na noite de 4 de outubro, com os mineiros ocupando várias cidades, atacando e apreendendo quartéis locais da Guarda Civil e de Assalto.  Trinta e quatro padres, seis jovens seminaristas com idades entre 18 e 21 anos, e vários empresários e guardas civis foram sumariamente executados pelos revolucionários em Mieres e Sama, 58 edifícios religiosos incluindo igrejas, conventos e parte da universidade de Oviedo foram queimados e destruídos,  e mais de 100 padres foram mortos na diocese. Franco, já General de Divisão e assessor do ministro da Guerra, Diego Hidalgo, foi colocado no comando das operações dirigidas para reprimir a violenta insurgência. Isso foi feito pelas tropas do Exército Espanhol da África, com o general Eduardo López Ochoa como comandante em campo. Após duas semanas de combates intensos (e um número de mortos estimado entre 1.200 e 2.000), a rebelião foi reprimida.
A insurgência nas Astúrias em outubro de 1934 desencadeou uma nova era de violentas perseguições anti-cristãs com o massacre de 34 padres, iniciando a prática de atrocidades contra o clero, e agudizou o antagonismo entre a esquerda e a direita. Franco e López Ochoa (que, antes da campanha nas Astúrias, era visto como um oficial de esquerda) surgiram como oficiais preparados para usar "tropas contra civis espanhóis como se fossem um inimigo estrangeiro". Franco descreveu a rebelião a um jornalista em Oviedo como "uma guerra de fronteira e suas frentes são o socialismo, o comunismo e tudo o que ataca a civilização para substituí-la pela barbárie". Embora as unidades coloniais enviadas para o norte pelo governo por recomendação de Franco consistissem na Legião Estrangeira Espanhola e nos Regulares Indígenas Marroquinos, a imprensa de direita retratou os rebeldes asturianos como lacaios de uma conspiração judaico-bolchevique estrangeira. 
Com esta rebelião contra a autoridade política legítima estabelecida, os socialistas também repudiaram o sistema institucional representativo, tal como os anarquistas tinham feito. O historiador espanhol Salvador de Madariaga, partidário de Azaña e exilado oponente vocal de Francisco Franco, é autor de uma forte reflexão crítica contra a participação da esquerda na revolta: “O levante de 1934 é imperdoável. Robles tentou destruir a Constituição para estabelecer o fascismo foi, ao mesmo tempo, hipócrita e falsa. Com a rebelião de 1934, a esquerda espanhola perdeu até mesmo a sombra da autoridade moral para condenar a rebelião de 1936.” 
No início da Guerra Civil, López Ochoa foi assassinado; sua cabeça foi decepada e desfilou pelas ruas em um poste, com um cartão dizendo: 'Este é o açougueiro das Astúrias'. Algum tempo depois destes acontecimentos, Franco foi brevemente comandante-em-chefe do Exército de África (a partir de 15 de fevereiro), e a partir de 19 de maio de 1935, Chefe do Estado-Maior General.

#### Eleições gerais de 1936
No final de 1935, o presidente Alcalá-Zamora manipulou uma questão de pequena corrupção para um grande escândalo no parlamento e eliminou Alejandro Lerroux, o chefe do Partido Republicano Radical, do cargo de primeiro-ministro. Posteriormente, Alcalá-Zamora vetou a substituição lógica, uma coligação maioritária de centro-direita, liderada pela CEDA, que refletiria a composição do parlamento. Ele então nomeou arbitrariamente um primeiro-ministro interino e após um curto período anunciou a dissolução do parlamento e novas eleições.
Formaram-se duas amplas coligações: a Frente Popular à esquerda, que vai da União Republicana aos Comunistas, e a Frente Nacional à direita, que vai dos radicais de centro aos carlistas conservadores. No dia 16 de fevereiro de 1936, as eleições terminaram em empate virtual, mas à noite turbas de esquerda começaram a interferir na votação e no registo dos votos, distorcendo os resultados.   Stanley G. Payne afirma que o processo foi uma fraude eleitoral flagrante, com violação generalizada das leis e da constituição. Em linha com o ponto de vista de Payne, em 2017 dois estudiosos espanhóis, Manuel Álvarez Tardío e Roberto Villa García publicaram o resultado de um importante trabalho de pesquisa no qual concluíram que as eleições de 1936 foram fraudadas, uma visão contestada por Paul Preston, e outros estudiosos como Iker Itoiz Ciáurriz, que denuncia suas conclusões como "clássicos tropos anti-republicanos franquistas" revisionistas.
A 19 de Fevereiro, o gabinete presidido por Portela Valladares demitiu-se, tendo sido rapidamente constituído um novo gabinete, composto maioritariamente por membros da Esquerda Republicana e da União Republicana e presidido por Manuel Azaña.
José Calvo Sotelo, que fez do anticomunismo o foco dos seus discursos parlamentares, começou a espalhar propaganda violenta - defendendo um golpe de estado militar, formulando um discurso catastrofista de uma escolha dicotómica entre o "comunismo" ou um Estado "Nacional" marcadamente totalitário, e estabelecendo o clima das massas para uma rebelião militar. A difusão do mito sobre um suposto golpe de estado comunista, bem como um pretenso estado de “caos social” tornaram-se pretextos para um golpe. O próprio Franco, juntamente com o general Emilio Mola, desencadearam uma campanha anticomunista em Marrocos.
No dia 23 de fevereiro, Franco foi enviado às Ilhas Canárias para servir como comandante militar das ilhas, nomeação por ele considerada um destierro (banimento). Enquanto isso, uma conspiração liderada pelo General Mola tomava forma.
Interessado na imunidade parlamentar concedida por um assento nas Cortes, Franco pretendia apresentar-se como candidato do Bloco de Direita ao lado de José Antonio Primo de Rivera para a eleição suplementar na província de Cuenca programada para 3 de maio de 1936, após os resultados do As eleições de fevereiro de 1936 foram anuladas no distrito eleitoral. Mas Primo de Rivera recusou-se a concorrer ao lado de um oficial militar (Franco em particular) e o próprio Franco desistiu em 26 de abril, um dia antes da decisão da autoridade eleitoral. Nessa altura, o político do PSOE, Indalecio Prieto, já tinha considerado Franco um "possível caudilho para uma revolta militar".
O desencanto com o governo de Azaña continuou a crescer e foi dramaticamente expresso por Miguel de Unamuno, um republicano e um dos intelectuais mais respeitados da Espanha, que em junho de 1936 disse a um repórter que publicou sua declaração no El Adelanto que o presidente Manuel Azaña deveria "…debiera suicidarse como acto patriótico" ("cometer suicídio como ato patriótico").
Em junho de 1936, Franco foi contatado e uma reunião secreta foi realizada na floresta La Esperanza, em Tenerife, para discutir o início de um golpe militar. Um obelisco (que foi posteriormente removido) comemorando este encontro histórico foi erguido no local, numa clareira em Las Raíces, em Tenerife.
Exteriormente, Franco manteve uma atitude ambígua até quase julho. Em 23 de junho de 1936, escreveu ao chefe do governo, Casares Quiroga, oferecendo-se para reprimir o descontentamento no Exército Republicano Espanhol, mas não obteve resposta. Os outros rebeldes estavam determinados a seguir em frente con Paquito o sin Paquito (com Paquito ou sem Paquito; Paquito sendo um diminutivo de Paco, que por sua vez é abreviação de Francisco), como foi colocado por José Sanjurjo, o líder honorário dos militares revolta. Após vários adiamentos, o dia 18 de julho foi fixado como a data do levante. A situação chegou a um ponto sem volta e tal como foi apresentado a Franco por Mola, o golpe era inevitável e ele teve que escolher um lado. Decidiu juntar-se aos rebeldes e recebeu a tarefa de comandar o Exército de África. Um DH 89 De Havilland Dragon Rapide de propriedade privada, pilotado por dois pilotos britânicos, Cecil Bebb e Hugh Pollard, foi fretado na Inglaterra em 11 de julho para levar Franco à África.
O golpe em curso foi precipitado pelo assassinato do líder da oposição de direita Calvo Sotelo em retaliação ao assassinato do guarda de assalto José Castillo, que havia sido cometido por um grupo liderado por uma guarda civil e composto por guardas de assalto e membros do grupo socialista milícias. No dia 17 de julho, um dia antes do planeado, o Exército de África rebelou-se, detendo os seus comandantes. No dia 18 de julho, Franco publicou um manifesto e partiu para África, onde chegou no dia seguinte para assumir o comando.
Uma semana depois os rebeldes, que logo se autodenominaram Nacionalistas, controlavam um terço da Espanha; a maioria das unidades navais permaneceu sob o controle das forças legalistas republicanas, o que deixou Franco isolado. O golpe falhou na tentativa de obter uma vitória rápida, mas a Guerra Civil Espanhola começou.

## Da Guerra Civil Espanhola à Segunda Guerra Mundial
Franco subiu ao poder durante a Guerra Civil Espanhola, que começou em julho de 1936 e terminou oficialmente com a vitória das suas forças nacionalistas em abril de 1939. Embora seja impossível calcular estatísticas precisas relativas à Guerra Civil Espanhola e às suas consequências, Payne escreve que se as mortes civis acima da norma forem adicionadas ao número total de mortes de vítimas da violência, o número de mortes atribuíveis à guerra civil atingiria aproximadamente 344 000. Durante a guerra, estupros, torturas e execuções sumárias cometidas por soldados sob o comando de Franco foram usados como meio de retaliação e para reprimir a dissidência política.
A guerra foi marcada pela intervenção estrangeira em nome de ambos os lados. Os nacionalistas de Franco foram apoiados pela Itália fascista, que enviou o Corpo Truppe Volontarie, e pela Alemanha Nazista, que enviou a Legião Condor. Aviões italianos estacionados em Maiorca bombardearam Barcelona 13 vezes, lançando 44 toneladas de bombas dirigidas a civis. Estes ataques foram solicitados pelo General Franco como vingança contra a população catalã. Da mesma forma, aviões italianos e alemães bombardearam a cidade basca de Guernica a pedido de Franco. A oposição republicana foi apoiada por comunistas, socialistas e anarquistas dentro da Espanha, bem como pela União Soviética e por voluntários que lutaram nas Brigadas Internacionais.

### Os primeiros meses

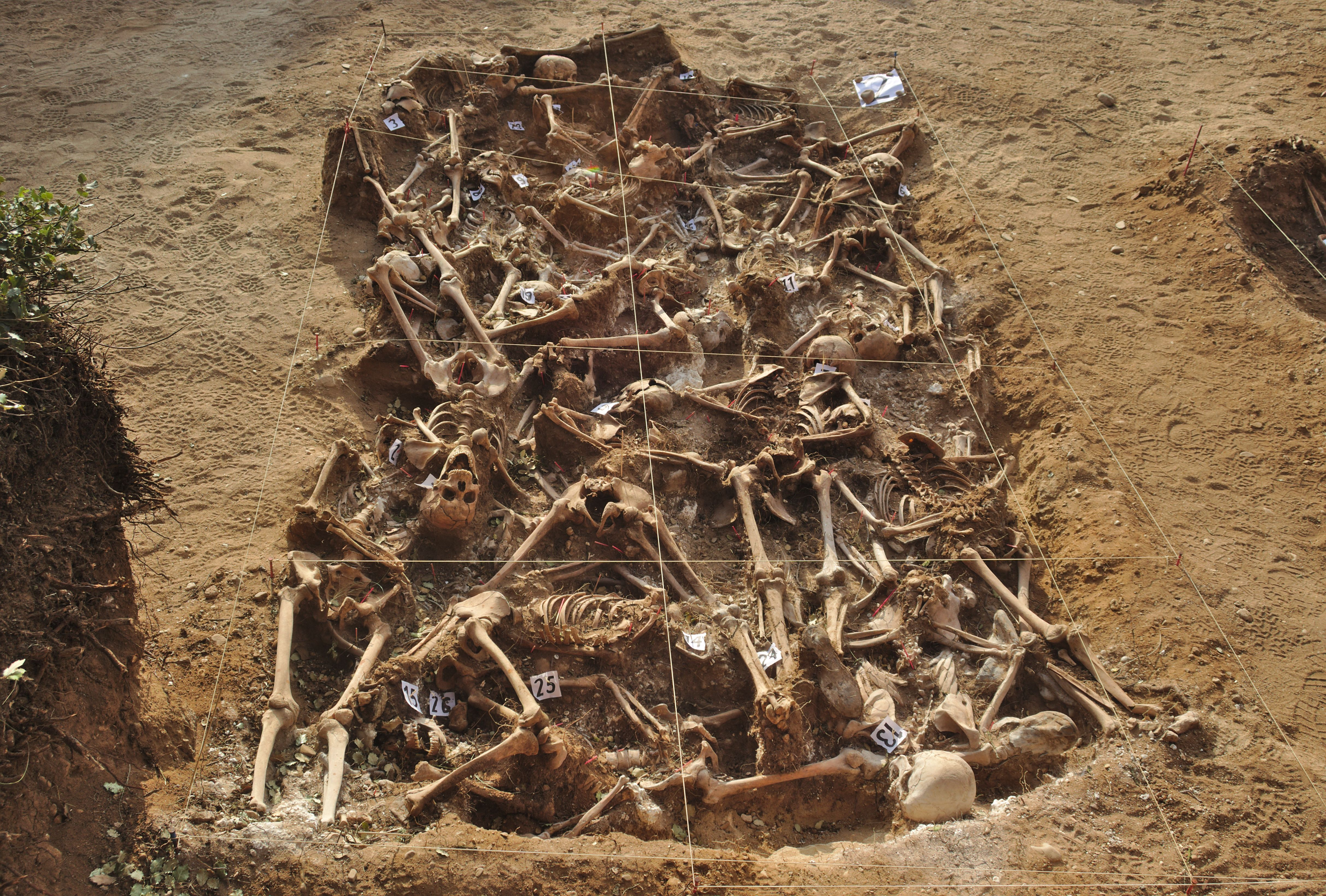
Vinte e seis republicanos executados pelos franquistas no início da Guerra Civil Espanhola, enterrados numa vala comum em Estépar

Após o pronunciamento de 18 de julho de 1936, Franco assumiu a liderança dos 30 000 soldados do Exército Espanhol da África. Os primeiros dias da insurgência foram marcados por uma necessidade imperiosa de assegurar o controle sobre o Protetorado Espanhol Marroquino. Por um lado, Franco teve de conquistar o apoio da população nativa marroquina e das suas autoridades (nominais) e, por outro, teve de assegurar o seu controlo sobre o exército. Seu método foi a execução sumária de cerca de 200 oficiais superiores leais à República (um deles seu próprio primo). Seu leal guarda-costas foi baleado por Manuel Blanco. O primeiro problema de Franco foi como deslocar as suas tropas para a Península Ibérica, uma vez que a maioria das unidades da Marinha tinham permanecido no controlo da República e estavam a bloquear o Estreito de Gibraltar. Solicitou ajuda a Benito Mussolini, que respondeu com uma oferta de armas e aviões. Na Alemanha, Wilhelm Canaris, chefe do serviço de inteligência militar da Abwehr, persuadiu Hitler a apoiar os nacionalistas; Hitler enviou 20 aviões de transporte Ju 52 e seis caças biplanos Heinkel, com a condição de que não fossem usados em hostilidades, a menos que os republicanos atacassem primeiro. Mussolini enviou 12 bombardeiros/transportes Savoia-Marchetti SM.81 e alguns caças. A partir de 20 de Julho Franco conseguiu, com esta pequena esquadra de aeronaves, iniciar uma ponte aérea que transportou 1 500 soldados do Exército de África para Sevilha, onde estas tropas ajudaram a garantir o controlo rebelde da cidade. Ele negociou com sucesso com a Alemanha e a Itália por mais apoio militar e, acima de tudo, por mais aeronaves. Em 25 de julho, aeronaves começaram a chegar a Tetuão e em 5 de agosto Franco conseguiu quebrar o bloqueio, mobilizando com sucesso um comboio de barcos de pesca e navios mercantes transportando cerca de 3 000 soldados; entre 29 de julho e 15 de agosto, cerca de mais 15 000 homens foram transferidos.
Em 26 de Julho, apenas oito dias após o início da revolta, os aliados estrangeiros do governo republicano convocaram uma conferência comunista internacional em Praga para elaborar planos para ajudar as forças da Frente Popular em Espanha. Os partidos comunistas em todo o mundo lançaram rapidamente uma campanha de propaganda em grande escala em apoio à Frente Popular. A Internacional Comunista (Comintern) reforçou imediatamente a sua atividade, enviando para Espanha o seu secretário-geral, o búlgaro Georgi Dimitrov, e Palmiro Togliatti o chefe do Partido Comunista da Itália. A partir de agosto começou a ajuda da União Soviética; em fevereiro de 1937, dois navios por dia chegavam aos portos mediterrâneos da Espanha carregando munições, rifles, metralhadoras, granadas de mão, artilharia e caminhões. Com a carga vieram agentes, técnicos, instrutores e propagandistas soviéticos.
A Internacional Comunista começou imediatamente a organizar as Brigadas Internacionais, unidades militares voluntárias que incluíam a Brigada Garibaldi da Itália e o Batalhão Lincoln dos Estados Unidos. As Brigadas Internacionais eram geralmente destacadas como tropas de choque e, como resultado, sofreram muitas baixas.
No início de agosto, a situação no oeste da Andaluzia era estável o suficiente para permitir que Franco organizasse uma coluna (cerca de 15 000 homens no seu auge), sob o comando do então tenente-coronel Juan Yagüe, que marcharia pela Estremadura em direção a Madrid. Em 11 de agosto foi tomada Mérida, e em 15 de agosto Badajoz, juntando-se assim ambas as áreas controladas pelos nacionalistas. Além disso, Mussolini ordenou um exército voluntário, o Corpo Truppe Volontarie (CTV) de unidades totalmente motorizadas (cerca de 12 000 italianos), para Sevilha, e Hitler adicionou-lhes um esquadrão profissional da Luftwaffe (2JG/88) com cerca de 24 aviões. Todos esses aviões tinham a insígnia nacionalista espanhola pintada, mas eram pilotados por cidadãos italianos e alemães. A espinha dorsal da força aérea de Franco naquela época eram os bombardeiros italianos SM.79 e SM.81, o caça biplano Fiat CR.32 e o bombardeiro de carga alemão Junkers Ju 52 e o caça biplano Heinkel He 51.
No dia 21 de Setembro, com o chefe da coluna na vila de Maqueda (cerca de 80km de distância de Madrid), Franco ordenou um desvio para libertar a guarnição sitiada no Alcázar de Toledo, o que foi conseguido em 27 de setembro. Esta decisão controversa deu à Frente Popular tempo para reforçar as suas defesas em Madrid e manter a cidade naquele ano, mas com o apoio soviético. Kennan alega que, depois de Estaline ter decidido ajudar os republicanos espanhóis, a operação foi posta em prática com notável velocidade e energia. A primeira carga de armas e tanques chegou já em 26 de setembro e foi descarregada secretamente à noite. Conselheiros acompanharam os armamentos. Os oficiais soviéticos estavam efetivamente encarregados das operações militares na frente de Madrid. Kennan acredita que esta operação foi originalmente conduzida de boa fé, sem outro propósito senão salvar a República.
A política de Hitler para a Espanha foi astuta e pragmática. A ata de uma conferência com o seu ministro das Relações Exteriores e chefes do exército na Chancelaria do Reich em Berlim, em 10 de novembro de 1937, resumiu seus pontos de vista sobre a política externa em relação à Guerra Civil Espanhola: "Por outro lado, uma vitória de 100 por cento para Franco também não era desejável., do ponto de vista alemão; antes, estávamos interessados na continuação da guerra e na manutenção da tensão no Mediterrâneo". Hitler desconfiava de Franco; de acordo com os comentários que fez na conferência, ele queria que a guerra continuasse, mas não queria que Franco alcançasse a vitória total. Ele sentiu que, com Franco no controle indiscutível da Espanha, a possibilidade de a Itália intervir ainda mais ou de continuar a ocupar as Ilhas Baleares seria evitada.
Em fevereiro de 1937, a ajuda militar da União Soviética começou a diminuir, sendo substituída por uma ajuda econômica limitada.

### Chegada ao poder

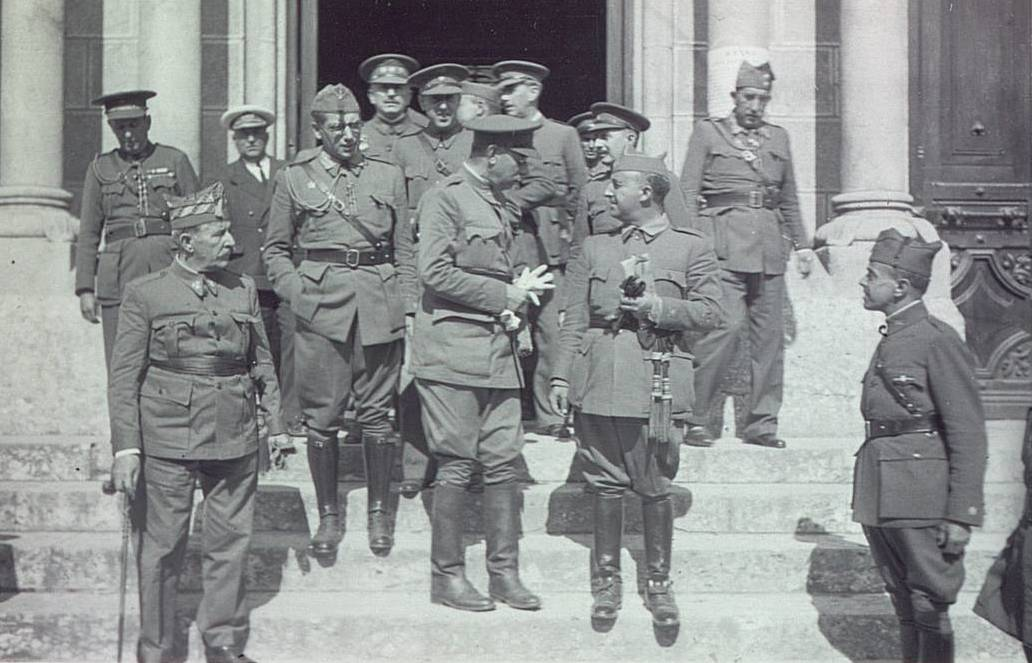
Franco e outros comandantes rebeldes durante a Guerra Civil, c. 1936–1939

O líder designado do levante, general José Sanjurjo, morreu em 20 de julho de 1936 em um acidente de avião. Na zona nacionalista, “a vida política cessou”. Inicialmente, apenas o comando militar importava: este estava dividido em comandos regionais (Emilio Mola no Norte, Gonzalo Queipo de Llano em Sevilha comandando a Andaluzia, Franco com um comando independente, e Miguel Cabanellas em Saragoça comandando Aragão). O próprio Exército Espanhol de Marrocos foi dividido em duas colunas, uma comandada pelo General Juan Yagüe e outra comandada pelo Coronel José Varela.
A partir de 24 de julho foi criada uma junta coordenadora, a Junta de Defesa Nacional, com sede em Burgos. Liderado nominalmente por Cabanellas, como general mais graduado, inicialmente incluía Mola, três outros generais e dois coronéis; Franco foi adicionado posteriormente no início de agosto.  Em 21 de setembro foi decidido que Franco seria o comandante-em-chefe (este comando unificado foi combatido apenas por Cabanellas), e, após alguma discussão, com nada mais do que um acordo morno de Queipo de Llano e de Mola, também chefe de governo. Ele foi, sem dúvida, ajudado a atingir esta primazia pelo facto de, no final de julho, Hitler ter decidido que toda a ajuda da Alemanha aos nacionalistas iria para Franco. 
Mola havia sido um tanto desacreditado como o principal planejador da tentativa de golpe que agora degenerara em uma guerra civil, e estava fortemente identificado com os monarquistas carlistas e de forma alguma com a Falange, um partido com inclinações e conexões fascistas ("falange", um partido político espanhol de extrema-direita fundado por José Antonio Primo de Rivera), nem tinha boas relações com a Alemanha. Queipo de Llano e Cabanellas já haviam se rebelado contra a ditadura do general Miguel Primo de Rivera e, portanto, foram desacreditados em alguns círculos nacionalistas, e o líder falangista José Antonio Primo de Rivera estava na prisão em Alicante (seria executado alguns meses depois). O desejo de manter um lugar aberto para ele impediu que qualquer outro líder falangista emergisse como possível chefe de Estado. O anterior distanciamento de Franco em relação à política significava que ele tinha poucos inimigos activos em qualquer uma das facções que precisavam de ser aplacadas, e também cooperou nos últimos meses com a Alemanha e a Itália.
Em 1 de outubro de 1936, em Burgos, Franco foi proclamado publicamente como Generalísimo do Exército Nacional e Jefe del Estado (Chefe de Estado). Quando Mola morreu em outro acidente aéreo um ano depois, em 2 de junho de 1937 (que alguns acreditam ter sido um assassinato), não sobrou nenhum líder militar daqueles que organizaram a conspiração contra a República entre 1933 e 1935.

### Comando militar
Franco guiou pessoalmente as operações militares desde então até o fim da guerra. O próprio Franco não era um génio estratégico, mas era muito eficaz em organização, administração, logística e diplomacia. Após o ataque fracassado a Madrid em novembro de 1936, Franco optou por uma abordagem fragmentada para vencer a guerra, em vez de manobras ousadas. Tal como acontece com a sua decisão de substituir a guarnição em Toledo, esta abordagem tem sido objecto de algum debate: algumas das suas decisões, como em junho de 1938, quando preferiu avançar em direção a Valência em vez da Catalunha, permanecem particularmente controversas. do ponto de vista estratégico militar. Valência, Castellón e Alicante viram as últimas tropas republicanas serem derrotadas por Franco.
Embora tanto a Alemanha como a Itália tenham fornecido apoio militar a Franco, o grau de influência de ambas as potências na direção da guerra parece ter sido muito limitado. No entanto, as tropas italianas, apesar de nem sempre serem eficazes, estiveram presentes em grande número na maioria das grandes operações. A Alemanha enviou um número insignificante de combatentes para a Espanha, mas ajudou os nacionalistas com instrutores técnicos e material moderno; incluindo cerca de 200 tanques e 600 aeronaves que ajudaram a força aérea nacionalista a dominar os céus durante a maior parte da guerra.
A direção das forças alemãs e italianas por Franco era limitada, particularmente na direção da Legião Condor, mas ele era por defeito o seu comandante supremo, e eles recusaram-se a interferir na política da zona nacionalista. Por razões de prestígio decidiu-se continuar a ajudar Franco até ao fim da guerra, e as tropas italianas e alemãs desfilaram no dia da vitória final em Madrid.
A vitória nacionalista pode ser explicada por vários fatores:  o governo da Frente Popular teve políticas imprudentes nas semanas anteriores à guerra, onde ignorou perigos potenciais e alienou a oposição, encorajando mais pessoas a juntarem-se à rebelião, enquanto os rebeldes tinham uma coesão militar superior, com Franco fornecendo a liderança necessária para consolidar o poder e unificar as várias facções direitistas. A sua diplomacia estrangeira garantiu a ajuda militar da Itália e da Alemanha e, segundo alguns relatos, ajudou a manter a Grã-Bretanha e a França fora da guerra.
Os rebeldes fizeram uso eficaz de uma marinha menor, adquirindo os navios mais poderosos da frota espanhola e mantendo um corpo de oficiais funcional, enquanto os marinheiros republicanos assassinaram um grande número de seus oficiais navais que se aliaram aos rebeldes em 1936, como em Cartagena, e El Ferrol. Os nacionalistas usaram os seus navios de forma agressiva para perseguir a oposição, em contraste com a estratégia naval amplamente passiva dos republicanos.
Os nacionalistas não só receberam mais ajuda externa para sustentar o seu esforço de guerra, como também há provas de que fizeram uma utilização mais eficiente dessa ajuda.  Eles aumentaram as suas forças com armas capturadas aos republicanos, e integraram com sucesso mais de metade dos prisioneiros de guerra republicanos no exército nacionalista. Os rebeldes conseguiram construir uma força aérea maior e fazer uso mais eficaz da sua força aérea, particularmente no apoio a operações terrestres e bombardeamentos; e geralmente desfrutou de superioridade aérea a partir de meados de 1937; este poder aéreo contribuiu grandemente para a vitória nacionalista.
Os republicanos foram sujeitos à desunião e a lutas internas, e foram prejudicados pelas consequências destrutivas da revolução na zona republicana: a mobilização foi impedida, a imagem republicana foi prejudicada no estrangeiro nas democracias, e a campanha contra a religião despertou uma força católica esmagadora e inabalável. apoio aos nacionalistas.

### Comando político

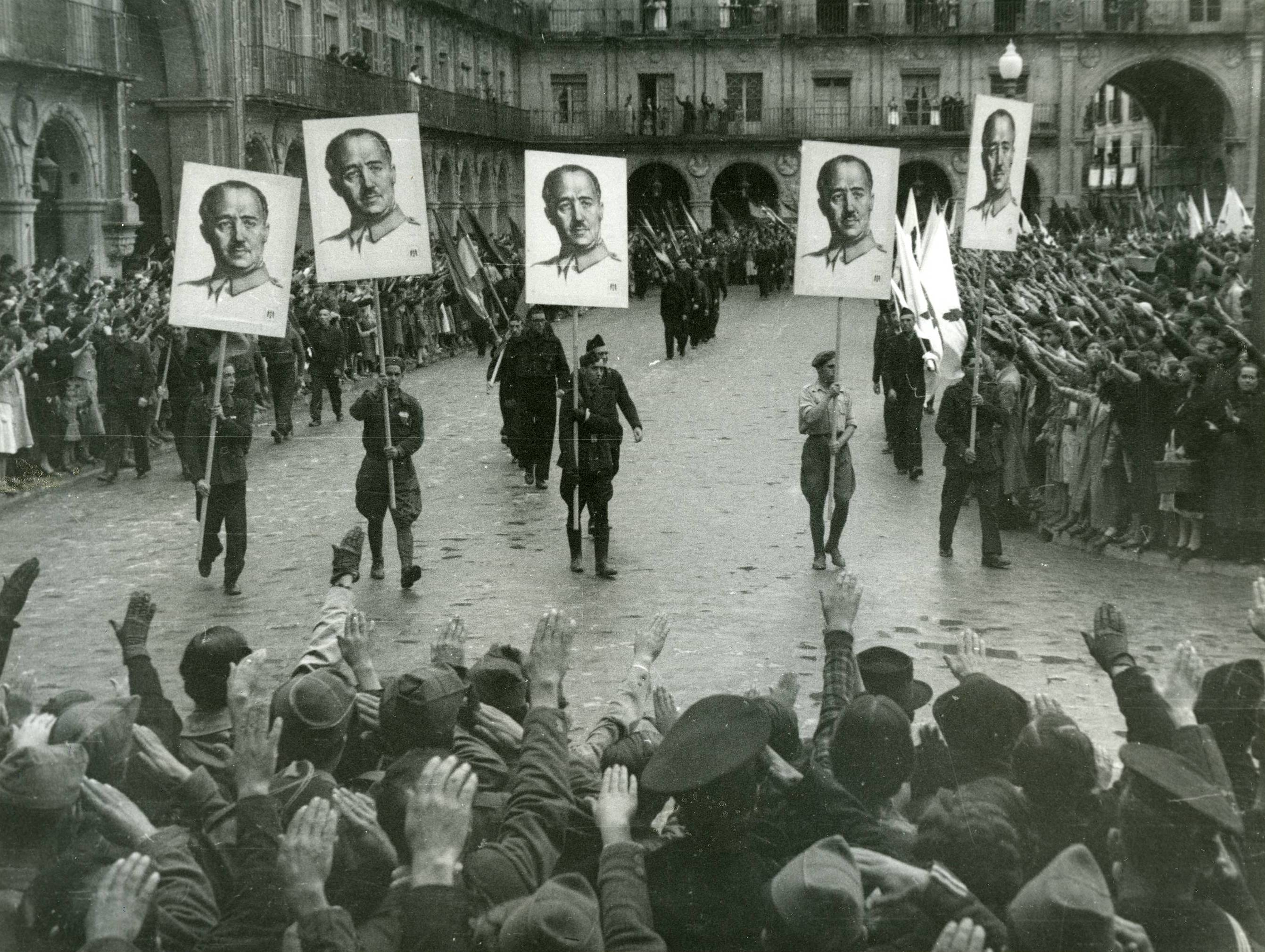
Manifestação franquista em Salamanca (1937) com os desfilantes carregando faixas com o retrato de Franco e a população fazendo a saudação romana.

Em 19 de abril de 1937, Franco e Serrano Súñer, com a aquiescência dos generais Mola e Quiepo de Llano, fundiram à força a Falange nacional-sindicalista ideologicamente distinta e os partidos monarquistas carlistas em u partido sob seu governo, denominado Falange Española Tradicionalista y de las Juntas de Ofensiva Nacional-Sindicalista (FET y de las JONS), que se tornou o único partido legal em 1939.
Ao contrário de alguns outros movimentos fascistas, os Falangistas desenvolveram um programa oficial em 1934, os “Vinte e Sete Pontos”. Em 1937, Franco assumiu como doutrina provisória do seu regime 26 dos 27 pontos originais. Franco tornou-se jefe nacional (Chefe Nacional) da nova FET (Falange Española Tradicionalista; Falange Espanhola Tradicionalista) com um secretário, Junta Política e Conselho Nacional a serem nomeados posteriormente por ele mesmo. Cinco dias depois, em 24 de abril, a saudação de braço erguido da Falange tornou-se a saudação oficial do regime nacionalista. Também em 1937 a Marcha Real ("Marcha Real") foi restaurada por decreto como hino nacional na zona Nacionalista. Foi contestado pelos falangistas, que o associaram à monarquia e o boicotaram quando foi tocado, cantando muitas vezes o seu próprio hino, Cara al Sol (Enfrentando o Sol). Em 1939, o estilo fascista prevalecia, com apelos rituais de "Franco, Franco, Franco".
O conselheiro de Franco para assuntos partidários falangistas, Ramón Serrano Súñer, cunhado de sua esposa Carmen Polo, e um grupo de seguidores de Serrano Súñer dominaram o FET JONS e se esforçaram para aumentar o poder do partido. Serrano Súñer tentou levar o partido numa direção mais fascista, nomeando os seus acólitos para cargos importantes, e o partido tornou-se a principal organização política na Espanha franquista. Contudo, o FET JONS não conseguiu estabelecer um regime partidário fascista e foi relegado a um estatuto subordinado. Franco colocou o carlista Manuel Fal Condé em prisão domiciliária e prendeu centenas de velhos falangistas, os chamados "camisas velhas" (camisas viejas), incluindo o líder do partido Manuel Hedilla, para ajudar a garantir o seu futuro político. Franco também apaziguou os carlistas explorando o anticlericalismo dos republicanos na sua propaganda, em particular no que diz respeito aos "mártires da guerra". Enquanto as forças republicanas apresentavam a guerra como uma luta para defender a República contra o fascismo, Franco se apresentava como o defensor da "Espanha Católica" contra o "comunismo ateu".

### O fim da Guerra Civil
No início de 1939, apenas Madrid (ver História de Madrid) e algumas outras áreas permaneciam sob controlo das forças governamentais. Em 27 de Fevereiro, a Grã-Bretanha de Chamberlain e a França de Daladier reconheceram oficialmente o regime de Franco. Em 28 de março de 1939, com a ajuda das forças franquistas dentro da cidade (a "quinta-coluna" que o general Mola mencionara nas transmissões de propaganda de 1936), Madrid caiu nas mãos dos nacionalistas. No dia seguinte, Valência, que resistiu sob as armas dos nacionalistas durante quase dois anos, também se rendeu. A vitória foi proclamada em 1º de abril de 1939, quando a última força republicana se rendeu. No mesmo dia, Franco colocou a sua espada sobre o altar de uma igreja e jurou nunca mais a pegar, a menos que a própria Espanha fosse ameaçada de invasão.
Embora a Alemanha tivesse reconhecido o governo de Franco, a política de Franco em relação à Alemanha foi extremamente cautelosa até às espetaculares vitórias alemãs no início da Segunda Guerra Mundial. Uma indicação inicial de que Franco iria manter distância da Alemanha logo se revelou verdadeira. Uma suposta visita de Estado de Franco à Alemanha não se concretizou e outro boato de uma visita de Göring à Espanha, depois de ter desfrutado de um cruzeiro no Mediterrâneo Ocidental, novamente não se concretizou. Em vez disso, Göring teve de regressar a Berlim.
Durante a Guerra Civil e posteriormente, ocorreu um período conhecido como Terror Branco. Isto viu execuções em massa de inimigos republicanos e outros nacionalistas, contrastando com o Terror Vermelho durante a guerra. A análise histórica e as investigações estimam que o número de execuções do regime de Franco durante este período esteja entre 100 000 e 200 000 mortos.
Stanley G. Payne diz que o número total de todos os tipos de execuções na zona republicana somou cerca de 56.000, e que as na zona nacionalista provavelmente ascenderam a pelo menos 70 000, com mais 28 000 execuções após o fim da guerra.   Pesquisas recentes realizadas com escavações paralelas de valas comuns em Espanha pela Associação para a Recuperação da Memória Histórica (Asociación para la Recuperación de la Memoria Histórica), ARMH) estimam que mais de 35 000 pessoas mortas pelo lado nacionalista ainda estão desaparecidas em valas comuns.
Julián Casanova Ruiz, que foi nomeado em 2008 para integrar o painel de peritos na primeira investigação judicial, conduzida pelo juiz Baltasar Garzón, dos crimes franquistas, assim como os historiadores Josep Fontana e Hugh Thomas, estimam mortes no Terror Branco cerca de 150 000 no total.   De acordo com Paul Preston, 150 mil execuções de civis durante a guerra ocorreram na área franquista, bem como 50 mil na área republicana, além de aproximadamente 20 mil civis executados pelo regime de Franco após o fim da guerra. De acordo com Helen Graham, as classes trabalhadoras espanholas tornaram-se para o projeto franquista o que os judeus foram para a Volksgemeinschaft alemã. 
Segundo Gabriel Jackson e Antony Beevor, o número de vítimas do "Terror Branco" (execuções e fome ou doença nas prisões) entre 1939 e 1943 foi de 200 000. Beevor "avalia que o 'terror branco' que se seguiu a Franco ceifou 200 000 vidas. O terror vermelho' já havia matado 38 000". Julius Ruiz conclui que "embora os números permaneçam controversos, um mínimo de 37 843 execuções foram realizadas na zona republicana com um máximo de 150 000 execuções (incluindo 50 000 após a guerra) na Espanha Nacionalista".

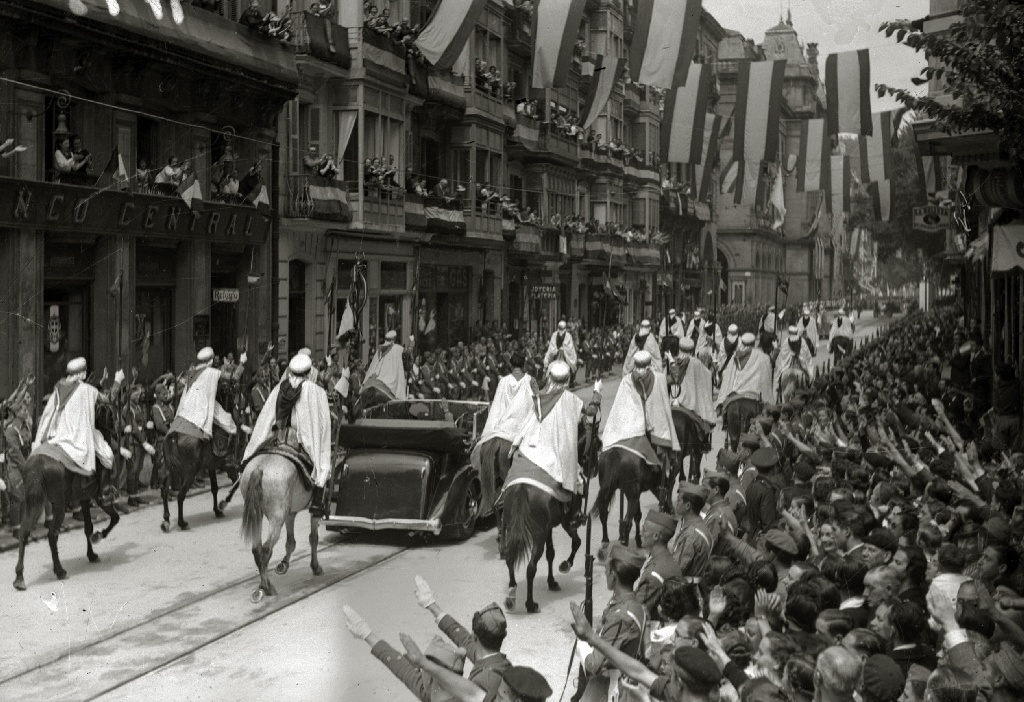
Franco chegando a San Sebastián em 1939, escoltado pela Guarda Mourisca

Apesar do fim da guerra, os guerrilheiros espanhóis exilados em França, e conhecidos como "Maquis", continuaram a resistir a Franco nos Pirenéus, realizando sabotagens e roubos contra o regime franquista. Vários republicanos exilados também lutaram na resistência francesa contra a ocupação alemã na França de Vichy durante a Segunda Guerra Mundial. Em 1944, um grupo de veteranos republicanos da resistência francesa invadiu Val d'Aran, no noroeste da Catalunha, mas foi rapidamente derrotado. As atividades do Maquis continuaram até a década de 1950.
O fim da guerra levou a centenas de milhares de exílios, principalmente para a França, mas também para o México, Chile, Cuba e Estados Unidos. Do outro lado dos Pirenéus, os refugiados foram confinados em campos de internamento em França, como o Campo de concentração de Gurs ou o Campo de concentração de Vernet, onde 12 000 republicanos foram alojados em condições miseráveis (na sua maioria soldados da Divisão Durruti). Os 17 000 refugiados alojados em Gurs foram divididos em quatro categorias: Brigadistas, pilotos, Gudaris e "espanhóis" comuns. Os Gudaris (bascos) e os pilotos encontraram facilmente financiadores e empregos locais, e foram autorizados a abandonar o campo, mas os agricultores e as pessoas comuns, que não conseguiram encontrar relações em França, foram encorajados pelo governo francês, em acordo com o franquista governo, para regressar a Espanha. A grande maioria assim o fez e foi entregue às autoridades franquistas em Irún. De lá foram transferidos para o campo de Miranda de Ebro para “purificação” de acordo com a Lei de Responsabilidades Políticas.
Após a proclamação do regime da França de Vichy pelo marechal Philippe Pétain, os refugiados tornaram-se prisioneiros políticos e a polícia francesa tentou prender aqueles que tinham sido libertados do campo. Junto com outros "indesejáveis", eles foram enviados para o campo de internamento de Drancy antes de serem deportados para a Alemanha nazista. Assim, 5 000 espanhóis morreram no campo de concentração de Mauthausen. O poeta chileno Pablo Neruda, nomeado pelo presidente chileno Pedro Aguirre Cerda cônsul especial para a imigração em Paris, foi encarregado do que chamou de "a missão mais nobre que já empreendi": enviar mais de 2 000 refugiados espanhóis, que tinham foi alojado pelos franceses em campos miseráveis, para o Chile num velho navio cargueiro, o Winnipeg.

### Segunda Guerra Mundial

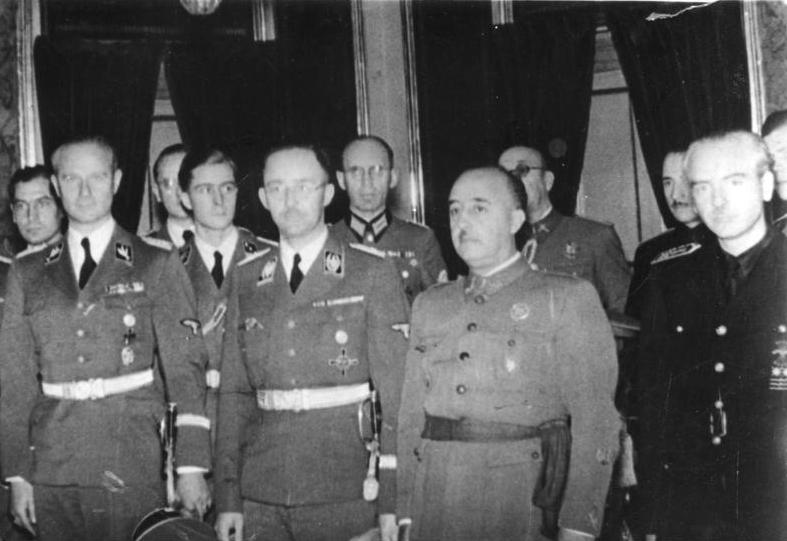
Primeira fila, da esquerda para a direita: Karl Wolff, Heinrich Himmler, Franco e o ministro das Relações Exteriores da Espanha, Serrano Súñer, em Madrid, outubro de 1940

Em setembro de 1939, começou a Segunda Guerra Mundial. Franco recebeu importante apoio de Adolf Hitler e Benito Mussolini durante a Guerra Civil Espanhola, e assinou o Pacto Anticomintern. Ele fez discursos pró-Eixo, ao mesmo tempo que ofereceu vários tipos de apoio à Itália e à Alemanha. O seu porta-voz, Antonio Tovar, comentou numa conferência em Paris intitulada 'Bolchevismo versus Europa' que "a Espanha alinhou-se definitivamente ao lado da… Alemanha Nacional Socialista e da Itália Fascista". No entanto, Franco estava relutante em entrar na guerra devido à recuperação da Espanha da sua recente guerra civil e, em vez disso, seguiu uma política de "não beligerância".
Em 23 de outubro de 1940, Hitler e Franco reuniram-se em Hendaye, França, para discutir a possibilidade da entrada da Espanha ao lado do Eixo. As exigências de Franco, incluindo grandes fornecimentos de alimentos e combustível, bem como o controlo espanhol de Gibraltar e do Norte de África francês, revelaram-se demasiado para Hitler. Na altura, Hitler não queria correr o risco de prejudicar as suas relações com o novo governo francês de Vichy. (Uma observação frequentemente citada atribuída a Hitler é que o líder alemão disse que preferia que lhe arrancassem alguns dos seus próprios dentes do que ter de lidar pessoalmente com Franco).
Alguns historiadores argumentam que Franco fez exigências que sabia que Hitler não iria cumprir, a fim de ficar fora da guerra. Outros historiadores argumentam que Franco, como líder de um país destruído e falido, mergulhado no caos após uma brutal guerra civil de três anos, simplesmente tinha pouco a oferecer ao Eixo e que as forças armadas espanholas não estavam preparadas para uma grande guerra. Também foi sugerido que Franco decidiu não entrar na guerra depois que os recursos que solicitou a Hitler em outubro de 1940 não foram disponibilizados.
Franco permitiu que soldados espanhóis se voluntariassem para lutar no Exército Alemão contra a União Soviética (a Divisão Azul), mas proibiu os espanhóis de lutar no Ocidente contra as democracias. Os pontos comuns de Franco com Hitler foram particularmente enfraquecidos pelas tentativas de Hitler de manipular o Cristianismo, o que ia contra o fervoroso compromisso de Franco em defender o Catolicismo. Contribuindo para o desacordo estava uma disputa em curso sobre os direitos mineiros alemães em Espanha.
De acordo com alguns estudiosos, após a queda da França em junho de 1940, a Espanha adotou uma postura pró-Eixo (por exemplo, navios e submarinos alemães e italianos foram autorizados a usar instalações navais espanholas) antes de retornar a uma posição mais neutra em final de 1943, quando a maré da guerra virou decisivamente contra as Potências do Eixo e a Itália mudou de lado. Franco inicialmente desejou entrar na guerra antes que o Reino Unido pudesse ser derrotado.

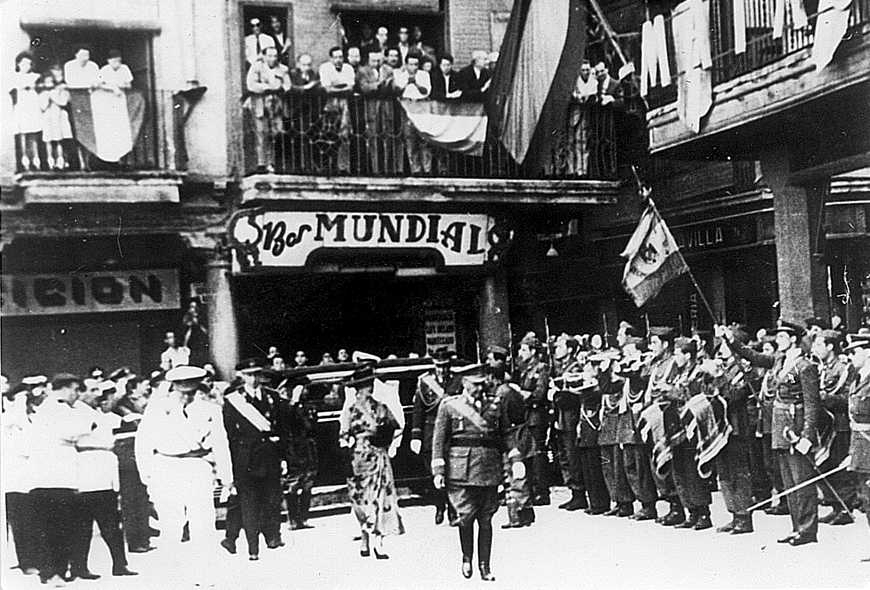
Franco em Reus, 1940

No inverno de 1940 e 1941, Franco brincou com a ideia de um “Bloco Latino” formado por Espanha, Portugal, França de Vichy, Vaticano e Itália, sem grandes consequências. Franco havia decidido cautelosamente entrar na guerra do lado do Eixo em junho de 1940, e para preparar seu povo para a guerra, uma campanha antibritânica e antifrancesa foi lançada na mídia espanhola que exigia Marrocos, Camarões e Gibraltar. Em 19 de junho de 1940, Franco enviou uma mensagem a Hitler dizendo que queria entrar na guerra, mas Hitler ficou irritado com a exigência de Franco da colônia francesa de Camarões, que era alemã antes da Primeira Guerra Mundial, e que Hitler planejava tomar de volta para o Plano Z. Franco considerou seriamente bloquear o acesso dos aliados ao Mar Mediterrâneo invadindo Gibraltar, controlado pelos britânicos, mas abandonou a ideia depois de saber que o plano provavelmente teria falhado devido ao fato de Gibraltar estar muito fortemente defendido. Além disso, declarar guerra ao Reino Unido e aos seus aliados daria-lhes sem dúvida uma oportunidade de capturar tanto as Ilhas Canárias como o Marrocos espanhol, bem como possivelmente lançar uma invasão da própria Espanha continental.   Franco estava ciente de que sua força aérea seria rapidamente derrotada se entrasse em ação contra a Força Aérea Real, e a Marinha Real seria facilmente capaz de destruir a pequena marinha espanhola e bloquear toda a costa espanhola para evitar importações de materiais cruciais como o petróleo. A Espanha dependia das importações de petróleo dos Estados Unidos, que quase certamente seriam interrompidas se a Espanha aderisse formalmente ao Eixo. Franco e Serrano Suñer reuniram-se com Mussolini e Ciano em Bordighera, Itália, em 12 de fevereiro de 1941.  No entanto, um Mussolini afectado não parecia estar interessado na ajuda de Franco devido às derrotas que as suas forças sofreram no Norte de África e nos Balcãs, e até disse a Franco que desejava encontrar uma forma de sair da guerra. Quando a invasão da União Soviética começou em 22 de junho de 1941, o ministro das Relações Exteriores de Franco, Ramón Serrano Suñer, sugeriu imediatamente a formação de uma unidade de voluntários militares para se juntar à invasão. Tropas voluntárias espanholas (a División Azul, ou "Divisão Azul") lutaram na Frente Oriental sob o comando alemão de 1941 a 1944. Alguns historiadores argumentaram que nem todos os membros da Divisão Azul eram verdadeiros voluntários e que Franco gastou recursos relativamente pequenos, mas significativos, para ajudar na batalha das potências do Eixo contra a União Soviética.
Franco inicialmente não foi apreciado pelo presidente cubano Fulgencio Batista, que, durante a Segunda Guerra Mundial, sugeriu uma declaração conjunta de guerra entre EUA e América Latina à Espanha para derrubar o regime de Franco. Hitler pode não ter realmente desejado que a Espanha se juntasse à guerra, pois precisava de portos neutros para importar materiais de países da América Latina e de outros lugares. Ele sentiu que a Espanha seria um fardo, pois dependeria da ajuda da Alemanha. Em 1941, as forças francesas de Vichy provavam a sua eficácia no Norte de África, reduzindo a necessidade de ajuda espanhola, e Hitler mostrava-se cauteloso quanto à abertura de uma nova frente na costa ocidental da Europa enquanto lutava para reforçar os italianos na Grécia e na Jugoslávia. Franco assinou um Pacto Anticomintern revisado em 25 de novembro de 1941. A Espanha continuou a obter bens alemães valiosos, incluindo equipamento militar, como parte do pagamento pelas matérias-primas espanholas, e comercializou volfrâmio com a Alemanha até agosto de 1944, quando os alemães se retiraram da fronteira espanhola.
A neutralidade espanhola durante a Segunda Guerra Mundial foi publicamente reconhecida pelos principais estadistas aliados. Em novembro de 1942, o presidente dos EUA, Roosevelt, escreveu ao general Franco: "…a sua nação e a minha são amigas no melhor sentido da palavra". Em maio de 1944, Winston Churchill declarou na Câmara dos Comuns: "Nos dias sombrios da guerra, a atitude do governo espanhol em não permitir a passagem dos nossos inimigos através de Espanha foi extremamente útil para nós… Devo dizer que sempre considerarei que um serviço foi prestado… pela Espanha, não apenas ao Reino Unido e ao Império Britânico e à Commonwealth, mas à causa das Nações Unidas."  De acordo com as recordações pessoais do Embaixador dos EUA em Espanha, Carlton Hayes, uma gratidão semelhante também foi expressa pelo Governo Provisório Francês em Argel em 1943. Franco não colocou obstáculos à construção pela Grã-Bretanha de uma grande base aérea que se estendesse de Gibraltar até às águas territoriais espanholas e saudou os desembarques anglo-americanos no Norte de África. A Espanha não internou nenhum dos 1.200 aviadores americanos que foram forçados a pousar no país, mas “deu-lhes refúgio e permitiu-lhes partir”.
Após a guerra, o governo espanhol tentou destruir todas as provas da sua cooperação com o Eixo. Em 2010, foram descobertos documentos que mostram que, em 13 de maio de 1941, Franco ordenou aos seus governadores provinciais que compilassem uma lista de judeus enquanto ele negociava uma aliança com as potências do Eixo. Franco forneceu ao Reichsführer-SS Heinrich Himmler, arquiteto da Solução Final dos nazistas, uma lista de 6 000 judeus na Espanha.
Em 14 de junho de 1940, as forças espanholas em Marrocos ocuparam Tânger (uma cidade sob controlo internacional) e não partiram até ao final da guerra em 1945.
Após a guerra, Franco permitiu que muitos ex-nazistas, como Otto Skorzeny e Léon Degrelle, e outros fascistas, buscassem asilo político na Espanha.

### Tratamento de Judeus
Franco teve uma associação controversa com judeus antes e durante a Segunda Guerra Mundial. Ele fez comentários antissemitas num discurso em maio de 1939, e fez comentários semelhantes em pelo menos seis ocasiões durante a Segunda Guerra Mundial. Franco acreditava na existência de uma "conspiração judaico-maçônica-bolchevique" e enquadrou deliberadamente a Guerra Civil Espanhola como um conflito contra judeus e bolcheviques. Em 2010, foram descobertos documentos que mostram que, em 13 de maio de 1941, Franco ordenou aos seus governadores provinciais que compilassem uma lista de judeus enquanto ele negociava uma aliança com as potências do Eixo. Franco forneceu ao Reichsführer-SS Heinrich Himmler, arquiteto da Solução Final dos nazistas, uma lista de 6000 judeus na Espanha. Ao contrário, de acordo com Anti-Semitism: A Historical Encyclopedia of Prejudice and Persecution (2005):
Durante a guerra, Franco resgatou muitos judeus…. Quantos judeus foram salvos pelo governo de Franco durante a Segunda Guerra Mundial é uma questão de controvérsia histórica. Franco foi creditado por salvar cerca de 30 000 a 60 000 judeus; estimativas mais confiáveis sugerem que 45 000 é um número provável.
Preston escreve que, nos anos do pós-guerra, "um mito foi cuidadosamente construído para afirmar que o regime de Franco salvou muitos judeus do extermínio" como um meio de desviar as críticas estrangeiras das alegações de colaboração ativa com o regime nazista.  Já em 1943, o Ministério das Relações Exteriores concluiu que os Aliados provavelmente venceriam a guerra. José Félix de Lequerica y Erquiza tornou-se Ministro das Relações Exteriores em 1944 e logo desenvolveu uma "obsessão" com a importância da "carta judaica" nas relações com as antigas potências aliadas.
A Espanha forneceu vistos para milhares de judeus franceses transitarem pela Espanha a caminho de Portugal para escapar dos nazistas. Diplomatas espanhóis protegeram cerca de 4.000 judeus que viviam na Hungria, Romênia, Bulgária, Tchecoslováquia e Áustria. Pelo menos cerca de 20 000 a 30.000 judeus foram autorizados a passar pela Espanha na primeira metade da guerra. Os judeus que não foram autorizados a entrar em Espanha, porém, foram enviados para o campo de concentração de Miranda de Ebro ou deportados para França. Em janeiro de 1943, depois de a embaixada alemã em Espanha ter dito ao governo espanhol que tinha dois meses para retirar os seus cidadãos judeus da Europa Ocidental, a Espanha limitou severamente os vistos e apenas 800 judeus foram autorizados a entrar no país. Depois da guerra, Franco exagerou nas suas contribuições para salvar os judeus, a fim de melhorar a imagem da Espanha no mundo e acabar com o seu isolamento internacional.
Após a guerra, Franco não reconheceu o Estado israelense e manteve fortes relações com o mundo árabe. Israel manifestou desinteresse em estabelecer relações, embora houvesse alguns laços económicos informais entre os dois países nos últimos anos da governação de Franco. No rescaldo da Guerra dos Seis Dias em 1967, a Espanha de Franco foi capaz de utilizar a sua relação positiva com o presidente egípcio Gamal Abdel Nasser e o mundo árabe (devido a não ter reconhecido o Estado israelita) para permitir que 800 judeus egípcios, muitos deles sefarditas, ascendência, passagem segura para fora do Egito com passaportes espanhóis. Isto foi realizado através do embaixador da Espanha franquista no Egito, Ángel Sagaz Zubelzu, no entendimento de que os judeus emigrantes não emigrariam imediatamente para Israel e que não usariam publicamente o caso como propaganda política contra o Egito de Nasser. Em 16 de dezembro de 1968, o governo espanhol revogou formalmente o Édito de Expulsão de 1492 contra a população judaica da Espanha.
Franco pessoalmente e muitos no governo declararam abertamente que acreditavam que havia uma conspiração internacional de maçons e comunistas contra a Espanha, às vezes incluindo judeus ou "judaico-maçonaria" como parte disso.  Enquanto estava sob a liderança de Francisco Franco, o governo espanhol endossou explicitamente a Igreja Católica como a religião do Estado-nação e não endossou ideias liberais como o pluralismo religioso ou a separação entre Igreja e Estado encontradas na Constituição Republicana de 1931. Após a Segunda Guerra Mundial, o governo promulgou a "Declaração de Direitos Espanhola" (Fuero de los Españoles), que ampliou o direito ao culto privado de religiões não católicas, incluindo o Judaísmo, embora não permitisse a construção de edifícios religiosos para esta prática e não permitia cerimônias públicas não católicas. Com o pivô da política externa da Espanha em relação aos Estados Unidos durante a Guerra Fria, a situação mudou com a Lei de Liberdade Religiosa de 1967, que concedeu plenos direitos religiosos públicos aos não-católicos. A derrubada do catolicismo como religião estatal explícita da Espanha e o estabelecimento do pluralismo religioso patrocinado pelo Estado seriam realizados na Espanha em 1978, com a nova Constituição da Espanha, três anos após a morte de Franco.

## Espanha sob Franco

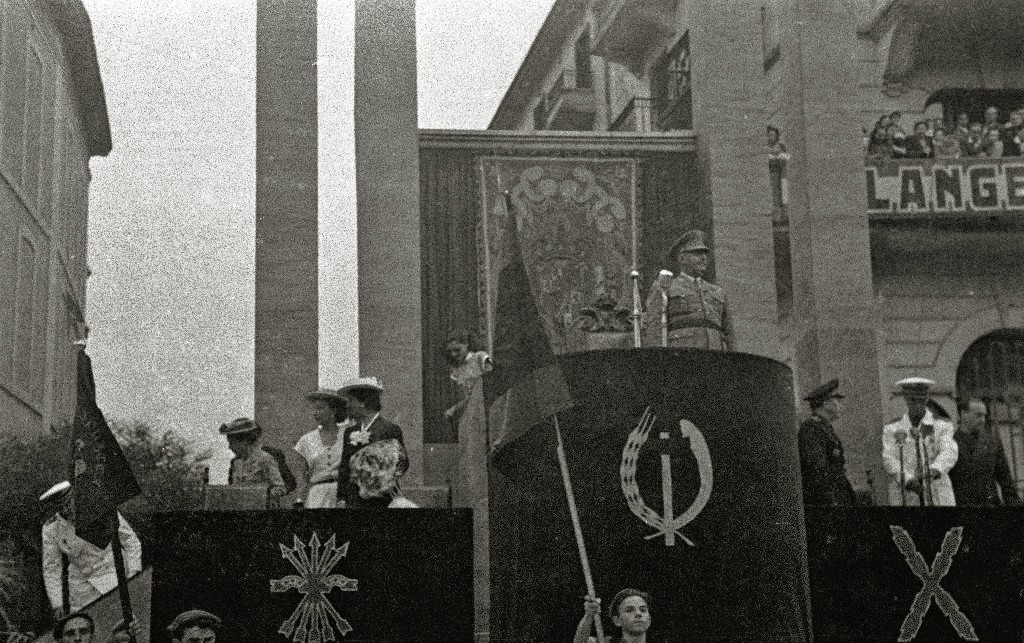
Franco visita Tolosa, 1948.

Franco foi reconhecido como chefe de estado espanhol pelo Reino Unido, França e Argentina em fevereiro de 1939. Já proclamado Generalísimo dos Nacionalistas e Jefe del Estado (Chefe de Estado) em outubro de 1936, assumiu a partir de então o título oficial de "Su Excelencia el Jefe de Estado" ("Sua Excelência o Chefe de Estado"). Ele também foi referido em documentos oficiais e estaduais como "Caudillo de España " ("o Líder da Espanha"), e às vezes chamado de "el Caudillo de la Última Cruzada y de la Hispanidad " ("o Líder da Última Cruzada e de a herança hispânica") e "el Caudillo de la Guerra de Liberación contra el Comunismo y sus Cómplices " ("o líder da guerra de libertação contra o comunismo e seus cúmplices").
No papel, Franco tinha mais poder do que qualquer líder espanhol antes ou depois. Durante os primeiros quatro anos após tomar Madrid, governou quase exclusivamente por decreto. A "Lei do Chefe de Estado", aprovada em agosto de 1939, "confiou permanentemente" todo o poder de governo a Franco; ele não era obrigado nem mesmo a consultar o gabinete para a maioria das legislações ou decretos. De acordo com Payne, Franco possuía muito mais poder diário do que Hitler ou Stalin possuíam nos respectivos auges de seu poder. Ele observou que, embora Hitler e Estaline mantivessem parlamentos carimbados, este não foi o caso em Espanha nos primeiros anos após a guerra - uma situação que nominalmente tornou o regime de Franco "o mais puramente arbitrário do mundo".
Isto mudou em 1942, quando Franco convocou um parlamento conhecido como Cortes Españolas. Foi eleito de acordo com princípios corporativistas e tinha pouco poder real. Notavelmente, não tinha controlo sobre os gastos do governo e o governo não era responsável perante eles; os ministros foram nomeados e demitidos apenas por Franco.
Em 26 de julho de 1947, Franco proclamou a Espanha como monarquia, mas não designou um monarca. Este gesto foi feito em grande parte para apaziguar os monarquistas do Movimiento Nacional (carlistas e alfonsoístas). Franco deixou o trono vago, proclamando-se regente de facto vitalício. Ao mesmo tempo, Franco apropriou-se de muitos dos privilégios de um rei. Usava o uniforme de capitão-general (posto tradicionalmente reservado ao rei) e residia no Palácio El Pardo. Além disso, ele começou a andar sob um dossel e seu retrato apareceu na maioria das moedas e selos postais espanhóis. Ele também acrescentou "pela graça de Deus", frase que geralmente faz parte dos estilos dos monarcas, ao seu estilo.
Franco inicialmente buscou apoio de vários grupos. A sua administração marginalizou os ideólogos fascistas em favor dos tecnocratas, muitos dos quais estavam ligados ao Opus Dei, que promoviam a modernização econômica.
Franco adotou armadilhas fascistas,  embora Stanley Payne argumentasse que muito poucos estudiosos o consideram um "fascista central".  Em relação ao regime, o Oxford Living Dictionary usa o regime de Franco como um exemplo de fascismo, e também tem sido apresentado de várias maneiras como uma "ditadura fascistizada",  ou um "regime semifascista". Francisco Cobo Romero escreve que, além de neutralizar os avanços da esquerda usando um tipo essencialmente antiliberal de ultranacionalismo, "na sua tentativa de emular o fascismo, o franquismo recorreu à sacralização e à mistificação da pátria, elevando-a a um objecto de culto, e revestindo-a com uma divinização litúrgica do seu líder”.
Em suma, alguns autores apontaram para uma suposta artificialidade e fracasso do FET JONS, a fim de diminuir a ênfase do peso fascista dentro do regime, enquanto outros incorporaram essas características percebidas de “partido fraco” dentro da estrutura de um modelo particular de “partido fraco”. fascismo espanhol". No entanto, tem sido argumentado que novo material de investigação sustenta o "sujeito fascista", tanto com base na existência de uma cultura política falangista fascista difundida e totalmente diferenciada, como na importância da Guerra Civil para o falangismo, que serviu como uma área de experiência, de violência, de memória, bem como para a geração de uma cultura de vitória. Na perspectiva de um comparativo dos fascismos europeus, Javier Rodrigo considera o regime franquista paradigmático por três razões: por ser o único regime europeu autoritário com aspirações totalitárias, por ser o regime que mais violência política exerceu em tempos de paz retórica, e por ser o regime que utiliza o aparato “memoricida” mais eficaz.
Com o fim da Segunda Guerra Mundial, a Espanha sofreu as consequências do seu isolamento da economia internacional. A Espanha foi excluída do Plano Marshall, ao contrário de outros países neutros da Europa. Esta situação terminou em parte quando, à luz das tensões da Guerra Fria e da localização estratégica de Espanha, os Estados Unidos da América firmaram uma aliança comercial e militar com Franco. Esta aliança histórica começou com a visita do Presidente dos EUA, Dwight D. Eisenhower, a Espanha em 1953, que resultou no Pacto de Madrid. A Espanha foi então admitida nas Nações Unidas em 1955. As instalações militares americanas construídas em Espanha desde então incluem a Estação Naval Rota, a Base Aérea de Morón e a Base Aérea de Torrejón.

### Repressão política
De acordo com as estimativas de Preston, as forças de Franco mataram cerca de 420 000 espanhóis no teatro de guerra, através de execuções extrajudiciais durante a Guerra Civil e em execuções estatais imediatamente após o seu fim em 1939. A primeira década do governo de Franco após o seu fim assistiu à repressão contínua e ao assassinato de um número indeterminado de opositores políticos. Em 1941, a população carcerária da Espanha era de 233 000, a maioria presos políticos. De acordo com Antony Beevor, pesquisas recentes em mais de metade das províncias espanholas indicam pelo menos 35 mil execuções oficiais no país após a guerra, sugerindo que o número geralmente aceite de 35 mil execuções oficiais é baixo. Contabilizando os assassinatos não oficiais e aleatórios, e aqueles que morreram durante a guerra devido a execuções, suicídio, fome e doenças na prisão, o número total está provavelmente próximo de 200 000. 

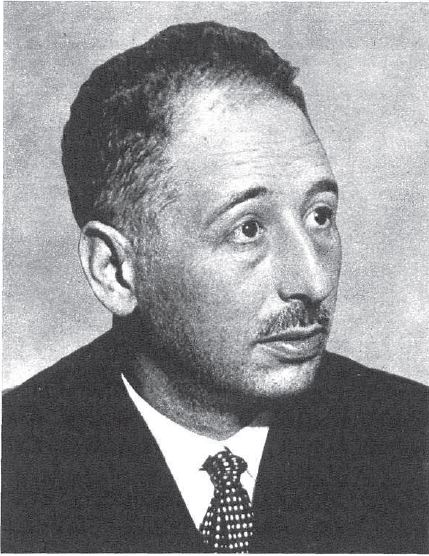
Lluís Companys, presidente da Catalunha sob a República, que foi executado por Franco em 1940

No início da década de 1950, o estado de Franco tornou-se menos violento, mas durante todo o seu governo, os sindicatos não governamentais e todos os oponentes políticos em todo o espectro político, desde organizações comunistas e anarquistas a democratas liberais e separatistas catalães ou bascos, foram suprimidos. ou rigidamente controladas por todos os meios, incluindo a repressão policial violenta. Os sindicatos Confederación Nacional del Trabajo (CNT) e Unión General de Trabajadores (UGT) foram proibidos e substituídos em 1940 pelo corporativista Sindicato Vertical . O Partido Socialista dos Trabalhadores Espanhóis e a Esquerra Republicana de Catalunya (ERC) foram banidos em 1939, enquanto o Partido Comunista de Espanha (PCE) passou à clandestinidade. O Partido Nacionalista Basco (PNV) exilou-se e, em 1959, o grupo armado Euskadi Ta Askatasuna (ETA) foi criado para travar uma guerra de baixa intensidade contra Franco.
O nacionalismo espanhol de Franco promoveu uma identidade nacional unitária ao reprimir a diversidade cultural de Espanha. As touradas e o flamenco foram promovidos como tradições nacionais, enquanto as tradições não consideradas "espanholas" foram suprimidas. A visão de Franco sobre a tradição espanhola era um tanto artificial e arbitrária: embora algumas tradições regionais fossem suprimidas, o flamenco, uma tradição andaluza, era considerado parte de uma identidade nacional mais ampla. Todas as atividades culturais estavam sujeitas à censura, e muitas, como a Sardana, a dança nacional da Catalunha, foram claramente proibidas (muitas vezes de forma errática). Esta política cultural foi relaxada ao longo do tempo, principalmente durante o final da década de 1960 e início da década de 1970.
Franco também usou a política linguística na tentativa de estabelecer a homogeneidade nacional. Promoveu o uso do espanhol castelhano e suprimiu outras línguas como o catalão, o galego e o basco. O uso legal de outras línguas além do castelhano foi proibido. Todos os documentos governamentais, notariais, legais e comerciais deveriam ser redigidos exclusivamente em castelhano e quaisquer documentos escritos em outras línguas seriam considerados nulos e sem efeito. O uso de qualquer outra língua era proibido nas escolas, na publicidade e nas placas de estradas e lojas. Para uso não oficial, os cidadãos continuaram a falar estas línguas. Esta foi a situação ao longo da década de 1940 e, em menor medida, durante a década de 1950, mas depois de 1960 as línguas espanholas não castelhanas foram faladas e escritas livremente e chegaram às livrarias e aos palcos, embora nunca tenham recebido estatuto oficial.
A maioria das cidades do interior e áreas rurais eram patrulhadas por duplas da Guardia Civil, uma força policial militar para civis, que funcionava como principal meio de controle social de Franco. As grandes cidades e capitais estavam em sua maioria sob a jurisdição da Polícia Armada, ou dos grises ("cinzas", devido à cor de seus uniformes), como eram chamados.
As revoltas estudantis nas universidades no final dos anos 1960 e início dos anos 1970 foram violentamente reprimidas pela fortemente armada Policía Armada (Polícia Armada), e policiais à paisana estiveram presentes em palestras em universidades espanholas. A aplicação pelas autoridades públicas dos valores católicos tradicionais foi uma intenção declarada do regime, principalmente através da utilização de uma lei (a Ley de Vagos y Maleantes, Lei da Vagabundagem) promulgada por Azaña. Os restantes nómadas de Espanha (Gitanos e Mercheros como El Lute) foram especialmente afectados. Através desta lei, a homossexualidade e a prostituição foram consideradas crimes em 1954.

### As colônias espanholas e a descolonização
A Espanha tentou manter o controle de suas colônias durante o governo de Franco. Durante a Guerra da Argélia (1954-62), Madrid tornou-se a base da Organisation Armée Secrète (OEA), um grupo de direita do exército francês que procurava preservar a Argélia Francesa. Apesar disso, Franco foi forçado a fazer algumas concessões. Quando Marrocos se tornou independente da França em 1956, entregou os territórios do protetorado espanhol ao estado recém-nascido, retendo apenas algumas cidades (as Plazas de soberanía). No ano seguinte, Maomé V invadiu o Saara Espanhol durante a Guerra de Ifni (conhecida como a "Guerra Esquecida" na Espanha). Somente em 1975, com a Marcha Verde, Marrocos assumiu o controle de todos os antigos territórios espanhóis no Saara.
Em 1968, sob pressão das Nações Unidas, a Espanha concedeu a independência à Guiné Equatorial e, no ano seguinte, cedeu Ifni a Marrocos. Sob Franco, a Espanha também prosseguiu uma campanha para forçar uma negociação no território ultramarino britânico de Gibraltar, e fechou a sua fronteira com esse território em 1969. A fronteira não seria totalmente reaberta até 1985.

### Política econômica
A Guerra Civil devastou a economia espanhola. As infraestruturas foram danificadas, os trabalhadores morreram e a atividade quotidiana foi gravemente prejudicada. Durante mais de uma década após a vitória de Franco, a economia devastada recuperou muito lentamente. Franco inicialmente seguiu uma política de autarquia, cortando quase todo o comércio internacional. A política teve efeitos devastadores e a economia estagnou. Somente os comerciantes do mercado negro poderiam desfrutar de uma riqueza evidente.
À beira da falência, uma combinação de pressões dos Estados Unidos e do FMI conseguiu convencer o regime a adoptar uma economia de mercado livre. Muitos dos membros da velha guarda encarregados da economia foram substituídos por tecnocratas (technocrata), apesar de alguma oposição inicial de Franco. O regime deu os primeiros passos vacilantes no sentido de abandonar as suas pretensões de autossuficiência e no sentido de uma transformação do sistema económico espanhol. Os níveis de produção industrial anteriores à Guerra Civil foram recuperados no início da década de 1950, embora a produção agrícola tenha permanecido abaixo dos níveis anteriores à guerra até 1958. Os anos de 1951 a 1956 foram marcados por um progresso económico substancial, mas as reformas do período foram implementadas apenas esporadicamente e não foram bem coordenadas. A partir de meados da década de 1950, registou-se uma aceleração lenta mas constante da actividade económica, mas a relativa falta de crescimento (em comparação com o resto da Europa Ocidental) acabou por forçar o regime de Franco a permitir a introdução de políticas económicas liberais no final da década de 1950. Durante os anos de pré-estabilização de 1957-1959, os planeadores económicos espanhóis implementaram medidas parciais, tais como ajustamentos anti-inflacionários moderados e medidas incrementais para integrar a Espanha na economia global, mas os desenvolvimentos externos e o agravamento da crise económica interna forçaram-nos a adoptar medidas mais abrangentes. mudanças. Uma reorganização do Conselho de Ministros no início de 1957 trouxe um grupo de homens mais jovens, a maioria dos quais com formação em economia e experiência, para os principais ministérios. O processo de integração do país na economia mundial foi ainda facilitado pelas reformas do Plano de Estabilização e Liberalização de 1959.
Quando Franco substituiu os seus ministros ideológicos pelos tecnocratas apolíticos, o regime implementou várias políticas de desenvolvimento que incluíram reformas económicas profundas. Após uma recessão, o crescimento decolou a partir de 1959, criando um boom económico que durou até 1974, e ficou conhecido como o “milagre espanhol”.
Simultaneamente à ausência de reformas sociais e à mudança de poder económico, iniciou-se uma onda de emigração em massa para outros países europeus e, em menor grau, para a América do Sul. A emigração ajudou o regime de duas maneiras. O país livrou-se de populações que não teria sido capaz de manter no emprego e os emigrantes forneceram ao país as tão necessárias remessas monetárias.
Durante a década de 1960, as classes ricas da Espanha franquista experimentaram novos aumentos de riqueza, especialmente aqueles que permaneceram politicamente fiéis, enquanto uma classe média florescente tornou-se visível à medida que o "milagre econômico" progredia. As empresas internacionais estabeleceram fábricas em Espanha onde os salários eram baixos, os impostos sobre as empresas muito baixos, as greves proibidas e a saúde dos trabalhadores ou as proteções estatais quase desconhecidas. Empresas estatais como o fabricante de automóveis SEAT, o construtor de caminhões Pegaso e a refinaria de petróleo INH expandiram enormemente a produção. Além disso, a Espanha era praticamente um novo mercado de massa. A Espanha tornou-se a segunda economia com crescimento mais rápido no mundo entre 1959 e 1973, atrás apenas do Japão. Na altura da morte de Franco, em 1975, a Espanha ainda estava atrás da maior parte da Europa Ocidental, mas a diferença entre o seu PIB per capita e o dos principais países da Europa Ocidental tinha diminuído bastante, e o país tinha desenvolvido uma grande economia industrializada.

## Sucessão

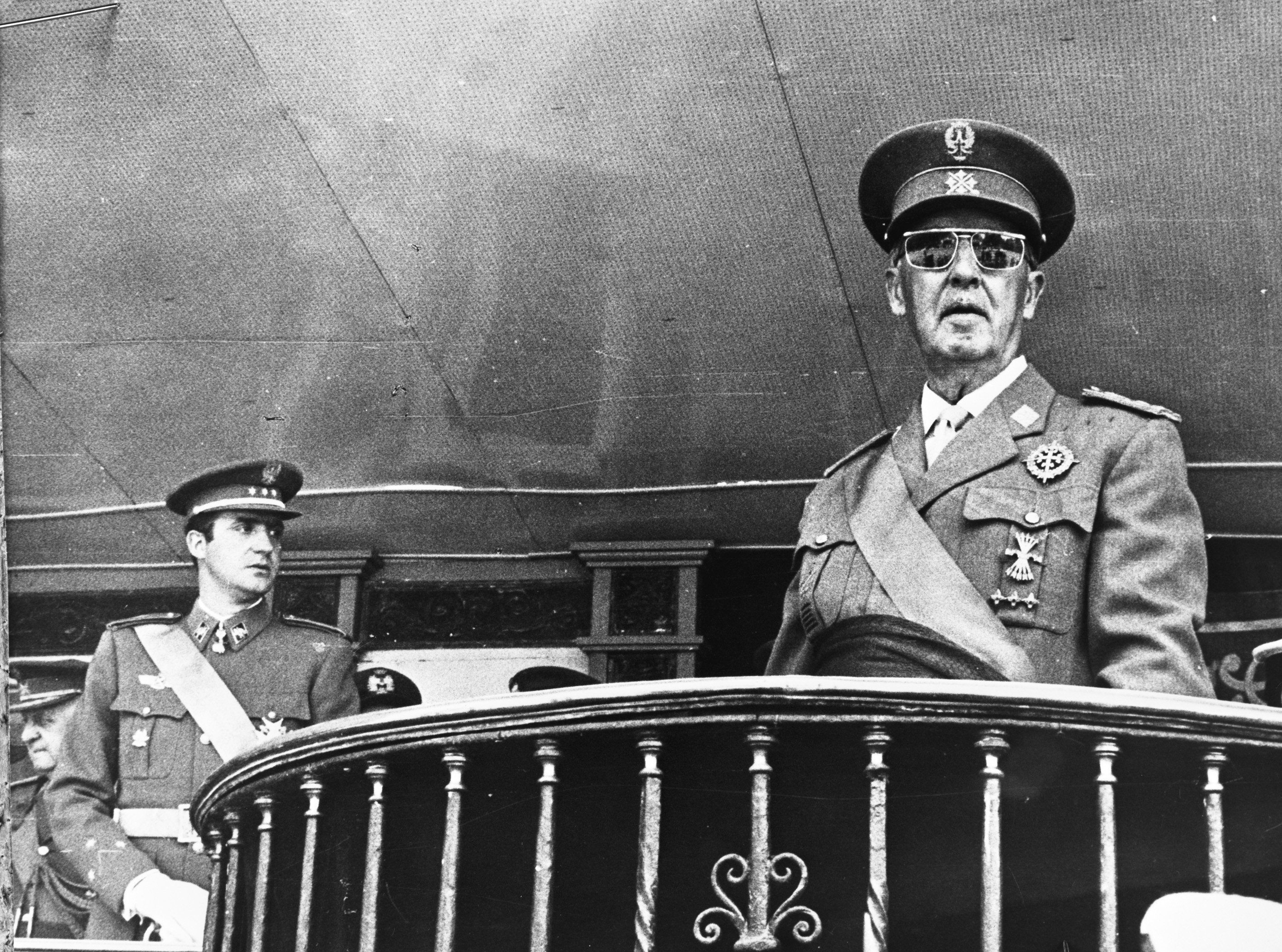
Franco com o príncipe Juan Carlos em 1969

No final da década de 1960, o idoso Franco decidiu nomear um monarca para suceder à sua regência, mas as tensões latentes entre os carlistas e os alfonsoístas continuaram. Em 1969, Franco nomeou formalmente como seu herdeiro aparente o príncipe Juan Carlos de Borbón, que havia sido educado por ele na Espanha, com o novo título de Príncipe da Espanha, sugerido por Laureano López Rodó para evitar um confronto com o pai do príncipe de Juan Carlos, Juan de Borbón, o Conde de Barcelona. Esta designação foi uma surpresa para o pretendente carlista ao trono, o príncipe Xavier de Bourbon-Parma, bem como para Don Juan.
À medida que os seus últimos anos avançavam, as tensões dentro das várias facções do Movimento consumiriam a vida política espanhola, à medida que vários grupos disputavam posições num esforço para ganhar o controlo do futuro do país.

## Morte e funeral

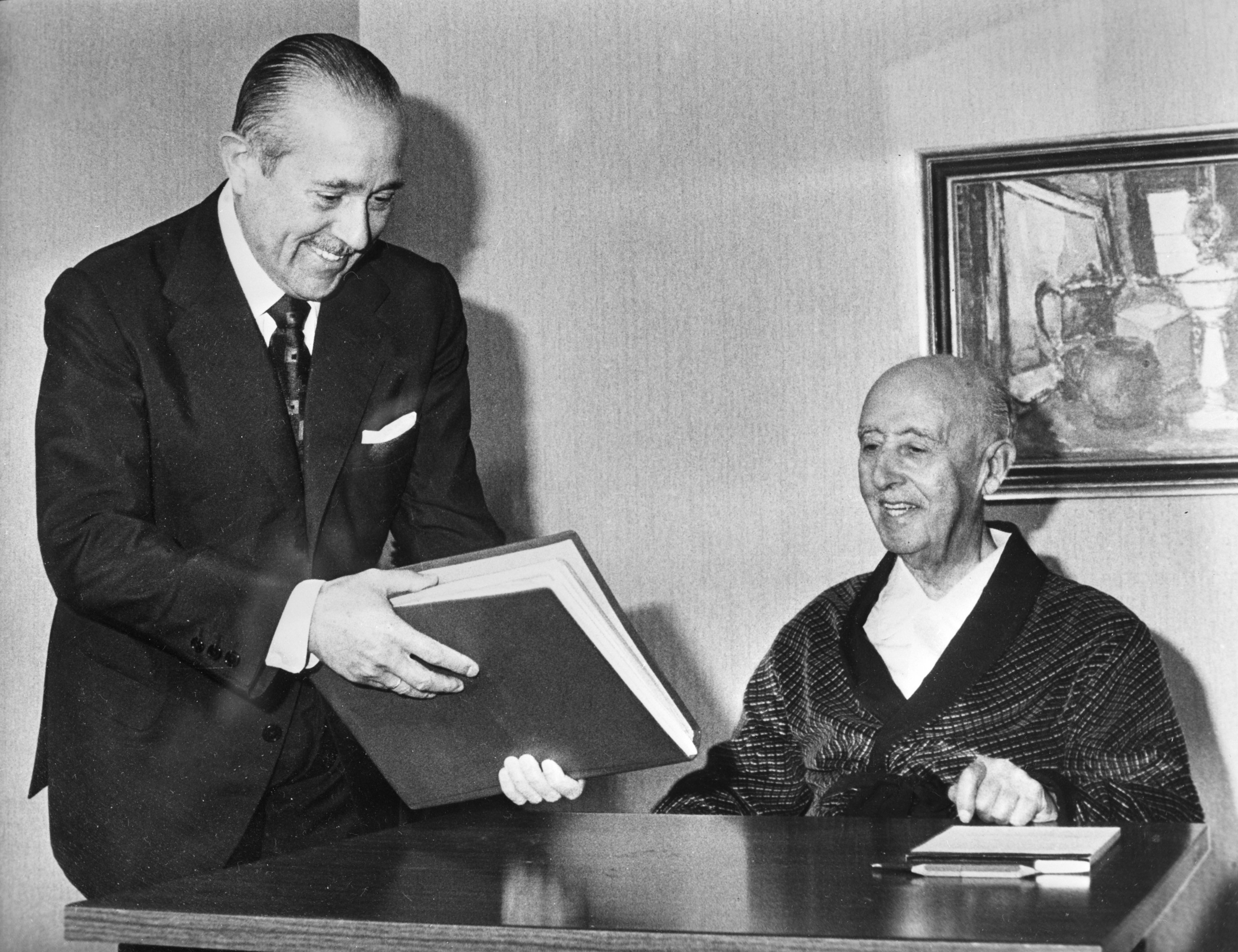
Carlos Arias Navarro e Franco em sua residência em outubro de 1975, cerca de uma semana antes de entrar em coma irreversível

Em 19 de julho de 1974, o idoso Franco adoeceu devido a vários problemas de saúde e Juan Carlos assumiu o cargo de chefe de estado interino. Franco recuperou-se e a 2 de setembro retomou as suas funções como chefe de Estado. Um ano depois, ele adoeceu novamente, sofrendo de outros problemas de saúde, incluindo uma longa batalha contra a doença de Parkinson. A última aparição pública de Franco foi em 1º de outubro de 1975, quando, apesar de sua aparência magra e frágil, fez um discurso para multidões na varanda do Palácio Real de Madrid, alertando o povo de que havia uma "conspiração maçônica, esquerdista e comunista contra a Espanha". ." Em 30 de outubro de 1975, ele entrou em coma e foi colocado em aparelhos de suporte vital. A família de Franco concordou em desligar as máquinas de suporte vital. Oficialmente, faleceu poucos minutos depois da meia-noite do dia 20 de novembro de 1975, de insuficiência cardíaca, aos 82 anos - na mesma data da morte de José Antonio Primo de Rivera, o fundador da Falange, em 1936. O historiador Ricardo de la Cierva afirmou, no entanto, que lhe foi dito por volta das 18h do dia 19 de novembro que Franco já havia morrido.
Assim que a notícia da morte de Franco foi tornada pública, o governo declarou trinta dias de luto nacional oficial. Em 22 de novembro, Juan Carlos foi oficialmente proclamado Rei da Espanha. Houve uma exibição pública do corpo de Franco na capela do Palácio Real; uma missa de réquiem e um desfile militar foram realizados no dia de seu enterro.
O corpo de Franco foi enterrado no Vale dos Caídos (espanhol: Valle de los Caídos), um memorial colossal construído pelo trabalho forçado de prisioneiros políticos, ostensivamente para homenagear as vítimas de ambos os lados da Guerra Civil Espanhola. Localizava-se a apenas 10 quilômetros do palácio, mosteiro e panteão real de El Escorial construído para o rei Felipe II. Em 1 de abril de 1959, Franco inaugurou a sua enorme basílica subterrânea como seu monumento e mausoléu, dizendo nas suas próprias palavras que foi construída "em memória da minha vitória sobre o comunismo, que tentava dominar a Espanha". O arquiteto do projeto, Diego Méndez, construiu um túmulo forrado de chumbo para Franco sob o piso do transepto, atrás do altar-mor da igreja, em 1956, fato desconhecido do povo espanhol até quase trinta anos depois. Franco foi a única pessoa enterrada no Vale que não morreu durante a guerra civil. Foi sepultado a poucos metros do túmulo do fundador da Falange, José Antonio.
Uma missa de réquiem e um desfile militar ocorreram no dia de seu enterro, 23 de novembro de 1975. Quando o cortejo com o corpo de Franco chegou ao Vale dos Caídos, cerca de 75 000 direitistas vestindo as camisas azuis dos falangistas o saudaram com canções rebeldes da guerra civil e saudações fascistas.
Os principais governos europeus, que condenaram o regime de Franco, recusaram-se a enviar representantes de alto nível ao seu funeral. Alguns dos poucos dignitários estrangeiros e representantes do governo que compareceram foram: Nelson Rockefeller, vice-presidente dos Estados Unidos, Lord Shepherd, líder da Câmara dos Lordes do Reino Unido (Harold Wilson causou polêmica dentro do Partido Trabalhista enviando-o para representar o Governo do Reino Unido), Príncipe Rainier III de Mônaco, Rei Hussein da Jordânia, Imelda Marcos, Primeira Dama das Filipinas e esposa de Ferdinand Marcos, ditador das Filipinas, Hugo Banzer, ditador militar da Bolívia, e o general Augusto Pinochet, ditador do Chile, para quem o Caudillo espanhol foi um modelo. Ficou claro ao General Pinochet que ele não seria bem-vindo na coroação de Juan Carlos.
Após o funeral de Franco, sua viúva, Carmen Polo, supervisionou a movimentação de caixas de joias, antiguidades, obras de arte e papéis de Franco para as diversas propriedades da família na Espanha ou para refúgios seguros em países estrangeiros. A família permaneceu extremamente rica após sua morte. Polo tinha um quarto em seu apartamento cujas paredes eram forradas do chão ao teto com quarenta colunas de vinte gavetas, algumas contendo tiaras, colares, brincos, guirlandas, broches e camafeus. Outros continham ouro, prata, diamantes, esmeraldas, rubis, topázios e pérolas, mas as joias mais valiosas eram guardadas em cofres de bancos. 

## Exumação

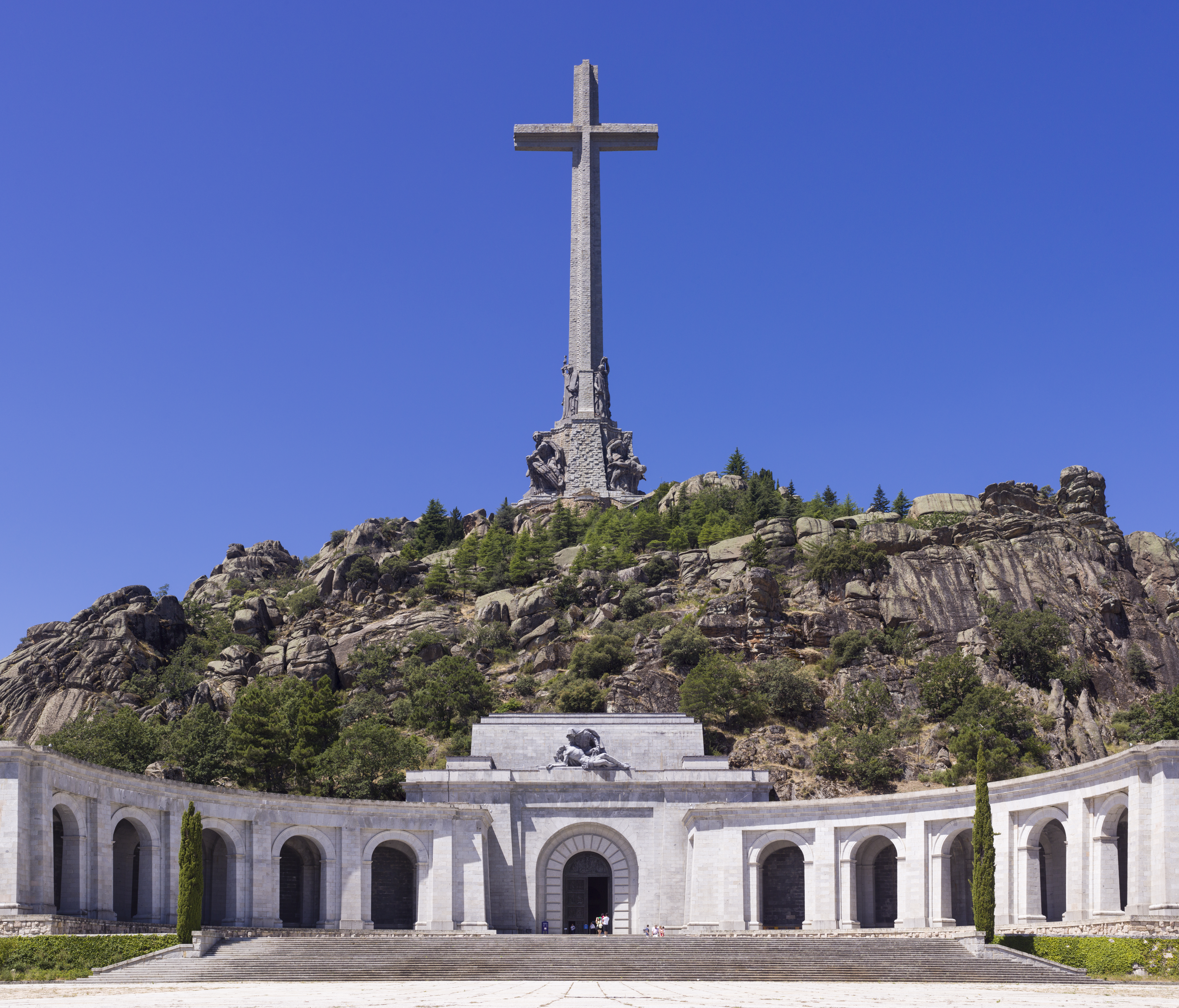
Em 2019, o corpo de Franco foi retirado do monumento de Santa Cruz del Valle de los Caídos, onde estava desde o seu funeral em 1975.

Em 11 de maio de 2017, o Congresso dos Deputados aprovou, por 198-1 com 140 abstenções, uma moção impulsionada pelo Partido Socialista dos Trabalhadores ordenando ao Governo a exumação dos restos mortais de Franco.
Em 24 de agosto de 2018, o Governo do Primeiro-Ministro Pedro Sánchez aprovou alterações legais à Lei da Memória Histórica estabelecendo que apenas aqueles que morreram durante a Guerra Civil seriam enterrados no Valle de los Caídos, resultando em planos para exumar os restos mortais de Franco para serem enterrados noutro local. A vice-primeira-ministra Carmen Calvo Poyato afirmou que o enterro de Franco no monumento “mostra uma falta de respeito … pelas vítimas ali enterradas”. O governo deu à família de Franco um prazo de 15 dias para decidir o local de descanso final de Franco, ou então um "local digno" seria escolhido pelo governo.
Em 13 de setembro de 2018, o Congresso dos Deputados votou 176-2, com 165 abstenções, para aprovar o plano do governo para remover o corpo de Franco do monumento.
A família de Franco opôs-se à exumação e tentou evitá-la apelando à Provedoria de Justiça. A família manifestou o desejo de que os restos mortais de Franco fossem reenterrados com todas as honras militares na Catedral da Almudena, no centro de Madrid, local de sepultamento que ele havia solicitado antes de sua morte. A exigência foi rejeitada pelo Governo espanhol, que deu mais 15 dias para escolha de outro local. Como a família se recusou a escolher outro local, o governo espanhol acabou optando por enterrar novamente Franco no Cemitério Mingorrubio em El Pardo, onde sua esposa Carmen Polo e vários funcionários franquistas, principalmente os primeiros-ministros Luis Carrero Blanco e Carlos Arias Navarro, estão enterrado. O seu corpo deveria ser exumado do Valle de los Caídos em 10 de junho de 2019, mas o Supremo Tribunal de Espanha decidiu que a exumação seria adiada até que a família tivesse esgotado todos os recursos possíveis.
Em 24 de setembro de 2019, o Supremo Tribunal decidiu que a exumação poderia prosseguir e o governo Sánchez anunciou que transferiria os restos mortais de Franco para o cemitério de Mingorrubio o mais rapidamente possível. Em 24 de outubro de 2019, seus restos mortais foram transferidos para o mausoléu de sua esposa, localizado no Cemitério Mingorrubio, e sepultados em cerimônia privada. Embora tenha sido impedido pelo governo espanhol de ser envolto na bandeira espanhola, o neto de Francisco Franco, também chamado Francisco Franco, envolveu o seu caixão na bandeira nacionalista. Segundo uma sondagem do jornal espanhol El Mundo, 43% dos espanhóis aprovaram a exumação enquanto 32,5% se opuseram. As opiniões sobre a exumação foram divididas por linha partidária, com o Partido Socialista fortemente a favor da exumação, bem como da remoção da sua estátua ali. Parece não haver consenso sobre se a estátua deve ser simplesmente movida ou completamente destruída.

## Legado
Em Espanha e no estrangeiro, o legado de Franco continua controverso. A longevidade do governo de Franco, a supressão da oposição política e a propaganda eficaz do seu governo sustentada ao longo dos anos tornaram difícil uma avaliação imparcial. Durante quase 40 anos, os espanhóis, e especialmente as crianças na escola, foram informados de que a Divina Providência tinha enviado Franco para salvar a Espanha do caos, do ateísmo e da pobreza. O historiador Stanley Payne descreveu Franco como sendo a figura mais significativa a dominar a Espanha desde o rei Felipe II,  enquanto Michael Seidman argumentou que Franco foi o líder contra-revolucionário de maior sucesso do século XX. 
Uma figura altamente controversa em Espanha, Franco é visto como um líder divisionista. Os apoiantes atribuem-lhe o crédito por manter a Espanha neutra e não invadida durante a Segunda Guerra Mundial. Eles enfatizam as suas fortes opiniões anticomunistas e nacionalistas, políticas económicas e oposição ao socialismo como factores importantes no sucesso económico da Espanha no pós-guerra e na posterior integração internacional. Pela neutralidade da Espanha durante a guerra, ele foi elogiado por Winston Churchill, Charles de Gaulle e Franklin D. Roosevelt.   Ele também foi apoiado por Konrad Adenauer e muitos católicos americanos, mas mais tarde foi fortemente combatido pela administração Truman.

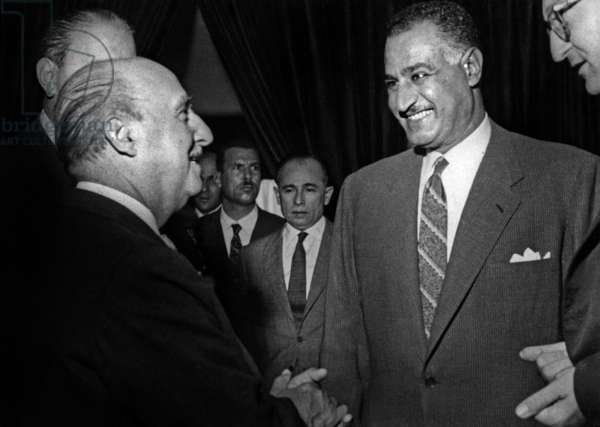
Franco cumprimentando Gamal Abdel Nasser no aeroporto de Madrid, 24 de setembro de 1960

O comentarista conservador americano William F. Buckley, Jr, era um admirador de Franco, e elogiou-o efusivamente em sua revista, National Review, onde a equipe também era fervorosa admiradora do ditador. Em 1957, Buckley chamou-o de "um autêntico herói nacional", que "acima de outros" tinha as qualidades necessárias para arrancar a Espanha "das mãos dos visionários, ideólogos, marxistas e niilistas", ou seja, dos democraticamente eleitos governo do país.
Por outro lado, os críticos da esquerda denunciaram-no como um tirano responsável por milhares de mortes em anos de repressão política e chamaram-no cúmplice das atrocidades cometidas pelas forças do Eixo durante a Segunda Guerra Mundial devido ao seu apoio aos governos do Eixo.
Quando morreu, em Novembro de 1975, os principais partidos da esquerda e da direita em Espanha concordaram em seguir o Pacto do Esquecimento. Para garantir a transição para a democracia, concordaram em não ter investigações ou processos judiciais relacionados com a guerra civil ou com Franco. O acordo expirou efetivamente após 2000, ano em que a Associação para a Recuperação da Memória Histórica (ARMH) foi fundada e o debate público iniciado. Em 2006, uma sondagem indicou que quase dois terços dos espanhóis eram a favor de uma "nova investigação da guerra".
Franco serviu de modelo para vários ditadores anticomunistas na América do Sul. Sabe-se que Augusto Pinochet admirava Franco. Da mesma forma, ainda em 2006, os apoiantes de Franco em Espanha homenagearam Pinochet.
Em 2006, a BBC informou que Maciej Giertych, eurodeputado da Liga clerical-nacionalista das Famílias Polacas, manifestou admiração por Franco, afirmando que o líder espanhol "garantiu a manutenção dos valores tradicionais na Europa".

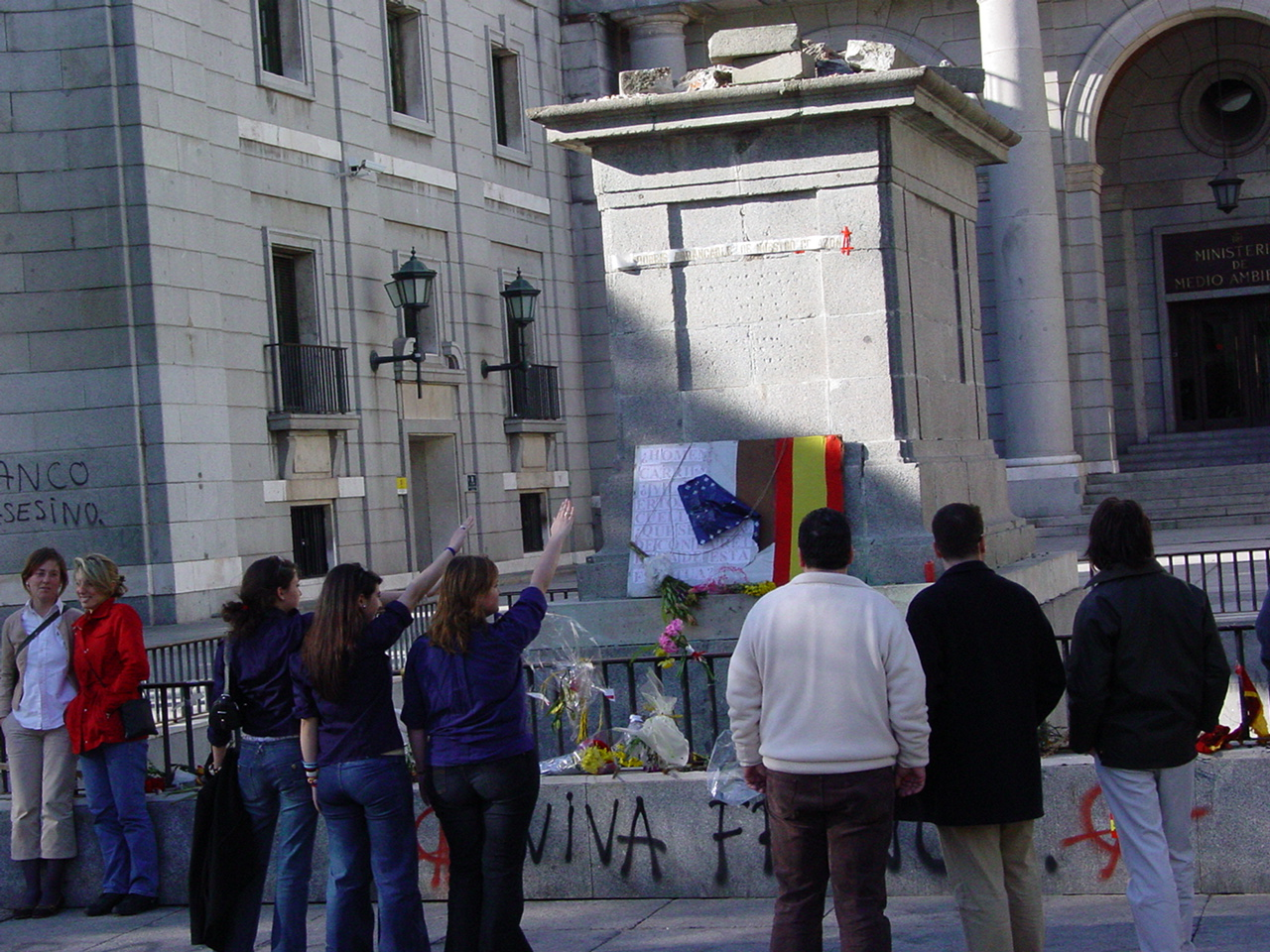
Grupo de simpatizantes de extrema-direita fazendo a saudação fascista diante do pedestal vazio do qual a estátua equestre de Franco em Madrid foi recentemente removida em março de 2005

Os espanhóis que sofreram sob o governo de Franco tentaram remover memoriais do seu regime. A maioria dos edifícios governamentais e ruas que receberam o nome de Franco durante o seu governo foram revertidos para os seus nomes originais. Devido ao histórico de Franco em matéria de direitos humanos, o governo espanhol proibiu em 2007 todas as referências públicas oficiais ao regime de Franco e começou a remover todas as estátuas, nomes de ruas e memoriais associados ao regime, tendo a última estátua sido supostamente removida em 2008 no cidade de Santander. As igrejas que conservarem placas em homenagem a Franco e às vítimas dos seus opositores republicanos podem perder ajuda estatal. Desde 1978, o hino nacional da Espanha, a Marcha Real, não inclui letras introduzidas por Franco. As tentativas de dar novas letras ao hino nacional falharam devido à falta de consenso.
Em 11 de Fevereiro de 2004, Luis Yáñez-Barnuevo e outros apresentaram uma moção para a "Necessidade de condenação internacional do regime de Franco" à Assembleia Parlamentar do Conselho da Europa. Em Março de 2006, a Comissão Permanente da Assembleia Parlamentar adoptou por unanimidade uma resolução condenando "firmemente" as "múltiplas e graves violações" dos direitos humanos cometidas em Espanha durante o regime franquista de 1939 a 1975. A resolução foi uma iniciativa de Leo Brincat e do historiador Luis María de Puig e foi a primeira condenação oficial internacional da repressão decretada pelo regime de Franco. A resolução também pedia que os historiadores (profissionais e amadores) tivessem acesso aos vários arquivos do regime franquista, incluindo os da Fundação Nacional Francisco Franco (FNFF) privada que, juntamente com outros arquivos franquistas, permanecem inacessíveis ao público a partir de 2006. A FNFF recebeu vários arquivos do Palácio El Pardo e teria vendido alguns deles a particulares.  Além disso, a resolução instava as autoridades espanholas a montarem uma exposição subterrânea no monumento do Vale de los Caidos para explicar as condições “terríveis” em que foi construído. Por último, propôs a construção de monumentos em homenagem às vítimas de Franco em Madrid e outras cidades importantes.
Na Espanha, uma comissão para "reparar a dignidade" e "restaurar a memória" das "vítimas do franquismo" (Comisión para reparar la dignidad y restituir la memoria de las vítimas del franquismo) foi aprovada em 2004 e é dirigida pelo órgão social A vice-primeira-ministra democrata María Teresa Fernández de la Vega.

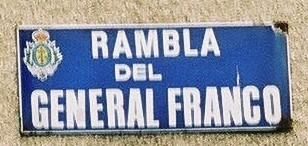
Placa em Santa Cruz de Tenerife de uma rua com o nome de Franco, que foi renomeada em 2008 como Rambla de Santa Cruz.

Recentemente, a Associação para a Recuperação da Memória Histórica (ARHM) iniciou uma busca sistemática de valas comuns de pessoas executadas durante o regime de Franco, que tem sido apoiada desde a vitória do Partido Socialista Operário Espanhol (PSOE) durante as eleições de 2004 por José Luis Rodríguez Zapatero. A Ley de la memoria histórica de España (Lei sobre a Memória Histórica da Espanha) foi aprovada em 28 de julho de 2006, pelo Conselho de Ministros, mas demorou até 31 de outubro de 2007 para que o Congresso dos Deputados aprovasse uma versão alterada como: “O Projeto de Lei para reconhecer e ampliar direitos e estabelecer medidas em favor daqueles que sofreram perseguições ou violências durante a Guerra Civil e a Ditadura” (na linguagem comum ainda conhecida como Lei da Memória Histórica). O Senado aprovou o projeto em 10 de dezembro de 2007.
Os esforços oficiais para preservar a memória histórica da vida espanhola sob o regime de Franco incluem exposições como a realizada no Museu d'Història de Catalunya (Museu de História Catalã) em 2003-2004, intitulada "Les presons de Franco". Esta exposição retratou as experiências dos presos no sistema prisional de Franco e descreveu outros aspectos do sistema penal, como as prisões femininas, os julgamentos, os carcereiros e as famílias dos presos. O Museu já não mantém a versão online da exposição.
A riqueza acumulada da família de Franco (incluindo muitos imóveis herdados de Franco, como o Pazo de Meirás, o Canto del Pico em Torrelodones e a Casa Cornide na Corunha) e sua proveniência também se tornaram assuntos de discussão pública. As estimativas da riqueza da família variaram entre 350 milhões para 600 milhões de euros.  Enquanto Franco morria, as Cortes franquistas votaram uma grande pensão pública para a sua esposa Carmen Polo, que os governos democráticos posteriores continuaram a pagar. No momento da sua morte, em 1988, Carmen Polo recebia uma pensão superior a 12,5 milhões de pesetas (quatro milhões a mais que o salário de Felipe González, então chefe do governo). 

## Na mídia

### Cinema e televisão
- Raza ou Espíritu de una Raza (1941), baseado em um roteiro de "Jaime de Andrade" (O próprio Franco), é a história semiautobiográfica de um oficial militar interpretado por Alfredo Mayo.[277]
- Franco, ese hombre (1964) é um documentário pró-Franco dirigido por José Luis Sáenz de Heredia.[278]
- O filme Dragón rapide (1986) trata dos acontecimentos anteriores à Guerra Civil Espanhola, com o ator Juan Diego no papel de Franco.[279]
- O ator argentino José "Pepe" Soriano interpretou Franco e seu sósia em Espérame en el cielo (1988).[280]
- Ramon Fontserè o interpretou em ¡Buen Viaje, Excelencia! (2003).[281]
- Manuel Alexandre played Franco in the TV movie 20-N: Los ultimos dias de Franco (20-N: The Last Days of Franco) (2008)
- Juan Viadas interpretou Franco no filme de Álex de la Iglesia Balada triste de trompeta (2010).[282]
- O episódio da primeira temporada "Cómo se reescribe el tiempo" da série de televisão espanhola El Ministerio del Tiempo (2015) define os eventos em torno do encontro de Franco em outubro de 1940 com Adolf Hitler em Hendaye. Franco é interpretado pelo ator Pep Mirás.[283]
- No final do filme La reina de España, Franco, interpretado por Carlos Areces, leva um cuspe na cara da fictícia Macarena Granada (Penélope Cruz), uma estrela espanhola de Hollywood que voltou à Espanha para filmar um filme durante o reinado de Franco.[284]

### Música
- O cantor, compositor e anarquista francês Léo Ferré escreveu "Franco la muerte", uma canção que gravou para seu álbum Ferré 64 de 1964. Nesta canção altamente conflituosa, ele grita diretamente com o ditador e o despreza. Ferré recusou-se a cantar na Espanha até que Franco morresse.[285]

### Literatura
- Franco é um personagem do livro Winter in Madrid de C.J Sansom.[286]
- …Y al tercer año resucitó (1980) descreve o que aconteceria se Franco ressuscitasse dos mortos.[287]
- Franco é destaque no romance Triage (1998) de Scott Anderson.[288]
- Franco é a peça central da obra satírica El general Franquisimo o La muerte civil de un militar moribundo do cartunista político e jornalista andaluz Andrés Vázquez de Sola.[289]
- Franco aparece em vários romances de Caroline Angus Baker, incluindo Vengeance in the Valencian Water, visitando as consequências das enchentes de Valência em 1957,[290] e Death in the Valencian Dust, sobre as execuções finais proferidas antes de sua morte em 1975.[291]

## Cronologia
A barra verde simboliza o intervalo de tempo em que foi Chefe do Estado.